# Person of Interest/Episodenliste

Logo zur Serie

Diese Episodenliste enthält alle Episoden der US-amerikanischen Krimi-Science-Fiction-Serie Person of Interest, sortiert nach der US-amerikanischen Erstausstrahlung. Zwischen 2011 und 2016 entstanden in fünf Staffeln insgesamt 103 Episoden mit einer Länge von jeweils etwa 44 Minuten.

## Übersicht
| Staffel | Episodenanzahl | Erstausstrahlung USA | Erstausstrahlung USA | Deutschsprachige Erstausstrahlung | Deutschsprachige Erstausstrahlung |
| Staffel | Episodenanzahl | Staffelpremiere      | Staffelfinale        | Staffelpremiere                   | Staffelfinale                     |
| ------- | -------------- | -------------------- | -------------------- | --------------------------------- | --------------------------------- |
| 1       | 23             | 22. September 2011   | 17. Mai 2012         | 14. August 2012                   | 1. Januar 2013                    |
| 2       | 22             | 27. September 2012   | 9. Mai 2013          | 25. Juni 2013                     | 19. November 2013                 |
| 3       | 23             | 24. September 2013   | 13. Mai 2014         | 31. März 2014                     | 1. September 2014                 |
| 4       | 22             | 23. September 2014   | 5. Mai 2015          | 24. März 2015                     | 17. August 2015                   |
| 5       | 13             | 3. Mai 2016          | 21. Juni 2016        | 1. August 2016                    | 24. Oktober 2016                  |

## Staffel 1
Die Erstausstrahlung der ersten Staffel war vom 22. September 2011 bis zum 17. Mai 2012 auf dem US-amerikanischen Sender CBS zu sehen. Die deutschsprachige Erstausstrahlung der ersten 20 Episoden sowie der letzten beiden Episoden sendete der deutsche Pay-TV-Sender RTL Crime vom 14. August bis zum 25. Dezember 2012 und am 1. Januar 2013. Die 21. Episode wurde hingegen vom Free-TV-Sender RTL am 27. Dezember 2012 erstausgestrahlt.
| Nr. (ges.) | Nr. (St.) | Deutscher Titel                | Originaltitel      | Erstausstrahlung USA | Deutschsprachige Erstausstrahlung (D) | Regie                | Drehbuch                               | Zuschauer (USA) |
| --- | --------- | ------------------------------ | ------------------ | -------------------- | ------------------------------------- | -------------------- | -------------------------------------- | --------------- |
| 1 | 1         | Reese & Finch                  | Pilot              | 22. Sep. 2011        | 14. Aug. 2012                         | David Semel          | Jonathan Nolan                         | 13,33 Mio.      |
| Nach dem gewaltsamen Tod seiner geliebten Freundin kommt der ehemalige Agent John Reese einfach nicht mehr auf die Beine. Durch eine erfolgreich abgewehrte Attacke in der U-Bahn landet er bei der Polizei, wo Detective Carter seine Fingerabdrücke überprüft, welche ihn mit mehreren Tatorten seiner Vergangenheit als Auftragskiller für die US-amerikanische Regierung in Verbindung bringt. Als ihm der Milliardär Harold Finch anbietet, mit Hilfe einer mysteriösen Maschine Mordfälle zu verhindern, willigt Reese widerstrebend ein. Seine Aufgabe: Die ursprünglich für die Regierung entwickelte Maschine identifiziert Menschen, die schon bald in ein Verbrechen verwickelt sein werden. Der kampferprobte Aussteiger soll herausfinden, ob sie Täter oder Opfer sind und eingreifen, bevor es zum Äußersten kommt. Die erste Person auf der Liste ist die Staatsanwältin Diane Hansen, die gerade einen schwer durchschaubaren Fünffachmord untersucht. |           |                                |                    |                      |                                       |                      |                                        |                 |
| 2 | 2         | Eine Tote wird gejagt          | Ghosts             | 29. Sep. 2011        | 21. Aug. 2012                         | Richard J. Lewis     | Greg Plageman & Jonathan Nolan         | 12,51 Mio.      |
| Laut Finchs Maschine begeht die junge Theresa Whitaker in Kürze entweder selbst einen Mord oder fällt einem solchen zum Opfer. Die neue Zielperson gibt den beiden im verborgenen arbeitenden Ermittlern jedoch einige Rätsel auf, denn das Mädchen wurde bereits vor zwei Jahren bei einem Familiendrama von ihrem Vater erschossen. Als Reese sich etwas näher mit dem damaligen Fall befasst, glaubt er allerdings, entgegen der offiziellen Version, die Handschrift eines professionellen Auftragskillers zu erkennen, der seinen Job offenbar nicht vollständig abschließen konnte. Um näheres in Erfahrung zu bringen, kontaktiert er seinen neuen Insider im NYPD, den korrupten Polizisten Lionel Fusco. |           |                                |                    |                      |                                       |                      |                                        |                 |
| 3 | 3         | Im Auftrag der Unehre          | Mission Creep      | 6. Okt. 2011         | 28. Aug. 2012                         | Steven DePaul        | Patrick Harbinson                      | 11,57 Mio.      |
| Der Afghanistan-Soldat Joey Durban wird von der Maschine als neue „Person of Interest“ identifiziert. Schnell finden Finch und Reese heraus, dass Durban nach absolviertem Kriegseinsatz nun in New York zusammen mit anderen ehemaligen Frontsoldaten Banken ausraubt. Um den Mord zu verhindern, in den er offenbar unweigerlich verwickelt sein wird, schleust sich Reese mit falscher Identität in die Bande ein. Dort muss er jedoch erfahren, dass weit mehr als finanzielle Schwierigkeiten als Motiv herhalten und Durban in Wahrheit von Schuldgefühlen aufgefressen wird. Außerdem scheint noch der mysteriöse Auftraggeber „Elias“ seine Finger mit im Spiel zu haben. Die Lage spitzt sich zu, als nicht nur die Bande untereinander in einen Konflikt gerät, sondern auch die ehrgeizige Mordermittlerin Carter Reese als den „Mann im Anzug“ erkennt und verhaften will. |           |                                |                    |                      |                                       |                      |                                        |                 |
| 4 | 4         | Blutrache                      | Cura Te Ipsum      | 13. Okt. 2011        | 4. Sep. 2012                          | Charles Beeson       | Denise Thé                             | 12,04 Mio.      |
| Die Maschine spuckt die Sozialversicherungsnummer der engagierten Ärztin Megan Tillman aus. Als diese in einer Bar auf den zudringlichen Börsenmakler Andrew Benton trifft, der bereits mehrfach wegen Vergewaltigung angezeigt wurde, ziehen Reese und Finch ihre Schlüsse: Benton ist ein Sexualsadist und hat sich die junge Frau als sein nächstes Opfer auserwählt. Doch müssen die beiden kurz darauf erfahren, dass auch Megan ein Motiv hätte, Benton zu ermorden. Auf der Suche nach der Beantwortung der Frage, wer in diesem Konflikt „Täter“ und wer „Opfer“ sein wird, sitzt ihnen außerdem weiterhin Detective Carter im Nacken, die nach dem Einbruch in die Asservatenkammer des NYPD neuen Hinweisen im Fall des „Mann im Anzug“ nachgeht. Als Reese seinen Informanten Lionel Fusco darum bitten möchte, Carters Ermittlungen im Auge zu behalten, kommt ihm ein mexikanischer Gangsterboss in die Quere, der dem korrupten Polizisten wegen eines zurückliegenden Drogenraubes derzeit nach dem Leben trachtet.                                                                                  |           |                                |                    |                      |                                       |                      |                                        |                 |
| 5 | 5         | Familiäres Druckmittel         | Judgment           | 20. Okt. 2011        | 11. Sep. 2012                         | Colin Bucksey        | David Slack                            | 12,42 Mio.      |
| Der überaus besonnene und für seinen ausgeprägten Gerechtigkeitssinn bekannte Richter Samuel Gates erscheint als nächstes auf der Liste von Reese und Finch, jedoch ist es dann sein Sohn, welcher von der osteuropäischen Straßengang Szajka Pruszków Dziewięć (vgl. „Pruszków-Mafia“), bekannt als SP–9, entführt wird. Während Reese für einen kurzen Moment beginnt, an der Maschine und ihren Nummern zu zweifeln, ist sich Finch hingegen vollkommen sicher, dass die Entführung des Jungen nur der Auslöser für das bevorstehende Verbrechen sein wird. Die beiden beschließen, sich an Gates Fersen zu heften, um im Ernstfall jederzeit eingreifen zu können. Fusco versucht derweil, ihnen weiterhin Detective Carter vom Leib zu halten, was sich nach neuen Erkenntnissen in ihren Ermittlungen als kompliziertes Unterfangen erweist. |           |                                |                    |                      |                                       |                      |                                        |                 |
| 6 | 6         | Problemlösungskompetenzen      | The Fix            | 27. Okt. 2011        | 18. Sep. 2012                         | Dennis Smith         | Nic Van Zeebroeck & Michael Sopczynski | 11,62 Mio.      |
| Wenn die Bezahlung stimmt, setzt die attraktive Zoe Morgan ihre Kontakte und Talente ein, um den unterschiedlichsten Personen aus gefährlichen Situationen heraus zu helfen. Als sie bei einer ihrer Aktionen ein Tonband abhört, durch welches sie Details über illegale Operationen eines Pharmakonzerns erhält, gerät sie selbst in die Schusslinie von Verbrechern und wird von der Maschine als neue „Person of Interest“ bestimmt. Reese geht mit der jungen Dame auf Tuchfühlung, in dem er sich als ihr neuer Chauffeur ausgibt. Der Fall bekommt zusätzlich eine persönliche Komponente, als Finch Parallelen zu einem zurückliegenden ungelösten Fall zu entdecken glaubt. Die Leiche eines Ex-Gangsters stellt unterdessen Detective Carter vor einige Rätsel. Bei ihren Ermittlungen stößt sie erneut auf den Namen „Elias“ und wird prompt in einen Schusswechsel verwickelt. |           |                                |                    |                      |                                       |                      |                                        |                 |
| 7 | 7         | Es gibt einen Zeugen           | Witness            | 3. Nov. 2011         | 25. Sep. 2012                         | Frederick E. O. Toye | Amanda Segel                           | 11,76 Mio.      |
| Bei dem Versuch, den Schullehrer Charlie Burton, der von der Maschine als neue „Person of Interest“ erkannt wurde, zu retten, gerät Reese in eine bleihaltige Auseinandersetzung mit ein paar Auftragsmördern der Russenmafia. Burton war zwischen die Fronten rivalisierender Banden geraten, als er beobachten konnte, wie sich die Russen, mit der brutalen Ermordung eines feindlichen Mafioso, an der neuen Unterweltgröße Elias dafür rächen wollten, dass er in letzter Zeit mehrere ihrer Männer hinrichten ließ, um langsam ihren Bezirk zu übernehmen. Auf ihrer Flucht vor den Killern flüchten Reese und Burton in einen Wohnblock, der von bulgarischen Drogenhändlern kontrolliert wird. Dort bricht der Kontakt zu ihnen ab. Um den beiden doch noch irgendwie zur Hilfe kommen zu können, arrangiert Finch eine Begegnung zwischen ihm selbst und Lionel Fusco, der in letzter Zeit gemeinsam mit Carter gegen Elias ermittelt hatte. |           |                                |                    |                      |                                       |                      |                                        |                 |
| 8 | 8         | Der Fall Ulrich Kohl           | Foe                | 17. Nov. 2011        | 2. Okt. 2012                          | Milan Cheylov        | Sean Hennen                            | 11,65 Mio.      |
| Als die Maschine die Sozialversicherungsnummer von Wallace Negel ausspuckt, dauert es für Reese und Finch nur kurze Zeit, um herauszufinden, dass sich hinter diesem Namen in Wahrheit der ehemalige Stasi-Agent Ulrich Kohl verbirgt. Ihn aufzuspüren stellt sich jedoch als wesentlich komplizierter heraus, da sich Kohl auf einem unerbitterlichen Rachefeldzug quer durch New York bewegt und eine Spur von Toten hinterlässt. Dabei zieht er nicht nur die Aufmerksamkeit des NYPDs, sondern auch die des deutschen Bundesnachrichtendienstes auf sich und verwickelt alle Beteiligten in eine verwirrende Scharade, die erst dann beginnt klarer zu werden, als Reese die tatsächlichen Gründe für Kohls Vergeltungsschläge in Erfahrung bringt. |           |                                |                    |                      |                                       |                      |                                        |                 |
| 9 | 9         | Gefahr für Carter!             | Get Carter         | 8. Dez. 2011         | 9. Okt. 2012                          | Alex Zakrzewski      | Greg Plageman & Denise Thé             | 12,66 Mio.      |
| Um die neue „Person of Interest“ zu retten, muss Reese sich gehörig ins Zeug legen, denn niemand geringeres als Detective Carter ist die nächste Person auf Finchs Liste und nach wie vor auf der Suche nach dem „Mann im Anzug“. Ihre außerdem durchgeführten unerschrockenen Nachforschungen im Elias-Fall haben sie auf die Abschussliste korrupter Polizisten und der Mafia gebracht, zudem zieht sie in den Ermittlungen eines Mordes auf offener Straße den Missmut eines weiteren New Yorker Gangsters auf sich. Neben der Frage, wer genau es auf sie abgesehen hat, stellt diese Mission die beiden allerdings noch vor ein anderes verschachteltes Problem: Wie sollen sie Carter beschützen, ohne sich von ihr erwischen zu lassen? |           |                                |                    |                      |                                       |                      |                                        |                 |
| 10 | 10        | Vier auf einen Streich         | Number Crunch      | 15. Dez. 2011        | 16. Okt. 2012                         | Jeffrey Hunt         | Patrick Harbinson                      | 12,93 Mio.      |
| Detective Carter wird nach dem auf sie verübten Mordanschlag an den Schreibtisch versetzt, als zwei Mitarbeiter der CIA auftauchen und energisch versuchen, alles über den „Mann im Anzug“ in Erfahrung zu bringen. Er hat jedoch alle Hände voll zu tun, als die Maschine nicht nur eine, sondern gleich vier Sozialversicherungsnummern auf einmal preisgibt. Nachdem eine der vier Personen tot in ihrer Wohnung aufgefunden wird, teilen sich Reese, Finch und Fusco auf die übrigen drei auf und versuchen, im Ernstfall schlimmeres zu verhindern. Als eine zweite Person bei einem Bombenanschlag ums Leben kommt und es John gelingt, die Hintergründe aufzudecken, ist es schon beinahe zu spät: Seine ehemaligen Kollegen, die ihn für tot hielten, haben ihn aufgespürt und wollen ihn töten. Jetzt kann nur noch Carter sein Leben retten. |           |                                |                    |                      |                                       |                      |                                        |                 |
| 11 | 11        | Fenster zum Hof                | Super              | 12. Jan. 2012        | 23. Okt. 2012                         | Stephen Williams     | David Slack                            | 14,86 Mio.      |
| An diesem Fall hätte Alfred Hitchcock seine Freude gehabt: Während er damit beschäftigt ist, seine Verletzungen auszukurieren, muss Reese mit Rollstuhl und Fernglas bewaffnet von seinem neuen Apartment aus den Hausmeister des Gebäudekomplexes, Ernie Trask, genauer unter die Lupe nehmen, da dieser der Nächste auf Finchs Liste ist. Nachdem die beiden herausfinden, dass Trask sich gerade eine nicht registrierte Waffe auf dem Schwarzmarkt zugelegt hat, gehen die beiden davon aus, dass es sich bei ihm um den Täter und nicht das Opfer handelt. In Lily Thorpton, einer jungen Köchin, glauben sie sein Opfer entdeckt zu haben. Als die Maschine zwischenzeitlich eine weitere „Person of Interest“ ermittelt, nutzt Finch die Gelegenheit, Detective Carter in ihre Sache einzuweihen. Über eine gefälschte Telefonverbindungsliste lockt er sie in ein Restaurant, wo er sie mit dem völlig verzweifelten Derek Watson, der nächsten Nummer der Maschine, bekannt macht. Wird sie sich der Verantwortung stellen und den Fall klären oder die beiden doch noch an Johns CIA-Kollegen verraten?   |           |                                |                    |                      |                                       |                      |                                        |                 |
| 12 | 12        | Ein Quantum Gerechtigkeit      | Legacy             | 19. Jan. 2012        | 30. Okt. 2012                         | Brad Anderson        | Amanda Segel                           | 14,40 Mio.      |
| Im Auftrag von bedrängten Bürgern verklagt sie regelmäßig den Staat New York, jetzt ist sie selbst in einer verzwickten Lage. Laut der Maschine wird die junge Anwältin Andrea Gutierrez in nächster Zeit entweder einem Verbrechen zum Opfer fallen oder selbst eines begehen. Reese und Finch versuchen herauszufinden, was passieren wird und beziehen als ersten Vertrauenstest Detective Carter in ihre Ermittlungen mit ein. Fusco weiß von dieser neuen Partnerschaft nichts und wird aufgrund von Carters merkwürdigem Verhalten langsam misstrauisch. Während ein unbekannter Hüne bereits die Waffe auf Miss Gutierrez richtet, ist Reese darum bemüht, seinen geheimnisvollen Partner endlich etwas näher kennenzulernen. |           |                                |                    |                      |                                       |                      |                                        |                 |
| 13 | 13        | Grundübel                      | Root Cause         | 2. Feb. 2012         | 6. Nov. 2012                          | Richard J. Lewis     | Erik Mountain                          | 15,10 Mio.      |
| Reese nimmt sich des Falles von Scott Powell an. Der Familienvater ist seit acht Monaten arbeitslos und hat seinen Kreditrahmen weit überschritten. Seiner Frau spielt er jedoch vor, jeden Morgen ganz normal zur Arbeit zu gehen. In dem Kongressabgeordneten Delancey macht Powell den Schuldigen für seine Misere aus. Weil er erst kürzlich den Waffenschein für ein Gewehr beantragt hat, halten er und Finch ihn für einen potenziellen Attentäter und tatsächlich müssen sie kurz darauf zur Rettung des Abgeordneten eingreifen. Wie sich jedoch herausstellt, wurde Powell von einem Unbekannten als Sündenbock für Delanceys Ermordung benutzt. Jetzt wird Scott vom FBI wegen Mordes festgehalten. Da Reese glaubt, dass die Drahtzieher des Komplotts ihren Lockvogel schon bald ebenfalls aus dem Verkehr ziehen werden, muss er versuchen, Powell aus dem Polizeigewahrsam zu befreien. Derweil schlägt Harold sich mit einer lästigen Hackerin herum, die ihm in jeder Hinsicht überlegen zu sein scheint. Als diese in sein verschlüsseltes Netzwerk gelangt, bittet er Zoe Morgan um Hilfe.       |           |                                |                    |                      |                                       |                      |                                        |                 |
| 14 | 14        | Löwen und Lämmer               | Wolf and Cub       | 9. Feb. 2012         | 13. Nov. 2012                         | Chris Fisher         | Nic Van Zeebroeck & Michael Sopczynski | 15,14 Mio.      |
| Nach seinem Zusammenstoß mit der Hackerin „Root“ ist Finch mit Aufräumarbeiten beschäftigt. Reese nähert sich derweil der nächsten „Person of Interest“: Der 14-jährige Musikliebhaber und Comic-Fan Darren McGrady will Rache, nachdem sein älterer Bruder vor drei Tagen erschossen wurde. Um seinen Plan in die Tat umzusetzen, hat sich der Junge bereits eine Waffe besorgt und ist auf dem Weg zu den vermeintlichen Mördern. Lionel Fusco spioniert währenddessen in Johns Auftrag Harold ein wenig hinterher und bringt Erstaunliches in Erfahrung. Was verschweigt das Computergenie seinem Partner? |           |                                |                    |                      |                                       |                      |                                        |                 |
| 15 | 15        | Zeit der Maulwürfe             | Blue Code          | 16. Feb. 2012        | 20. Nov. 2012                         | David Von Ancken     | Denise Thé                             | 13,16 Mio.      |
| Auf den ersten Blick ist Michael Cahill – die neue „Person of Interest“ – ein unbescholtener Bürger. Tatsächlich arbeitet er jedoch für die berüchtigte Schmugglerbande von Gangster Vargas. Um herauszufinden, ob Cahill Mörder oder Mordopfer sein wird, schleust sich Reese verdeckt in die Gang ein. Doch offenbar ist er nicht der einzige mit diesen Methoden, denn wie Finch kurz darauf in Erfahrung bringen muss, ist Cahill ein Undercover-Polizist vom NYPD und einer großen Sache auf der Spur. Als Fusco zu verhindern versucht, dass ein Informant bei der Polizei Cahills geheime Identität aufdeckt, wird er selbst vom Verräter in Gewahrsam genommen. Das liefert ihn seinen korrupten Kollegen von HR aus, der Untergrundorganisation von korrupten Polizisten, von denen er sich eigentlich gelöst hatte. In Reeses Auftrag schleust er sich erneut in die Bande ein. |           |                                |                    |                      |                                       |                      |                                        |                 |
| 16 | 16        | Risiko!                        | Risk               | 23. Feb. 2012        | 27. Nov. 2012                         | Jeff T. Thomas       | Sean Hennen                            | 14,56 Mio.      |
| Eine neue Nummer führt Reese und Finch auf die Spur des aalglatten Adam Saunders, eines jungen, aufstrebenden Börsenhändlers bei einer großen Wall-Street-Investmentfirma. Um mehr über Saunders zu erfahren, gibt Reese vor, als Vermögensverwalter für einen großen Investor zu arbeiten. Schnell merken er und Finch jedoch, dass sie nicht die einzigen sind, die sich für Saunders interessieren. Ein Beamter der US-Finanzaufsicht ist ihm ebenfalls auf den Fersen. Dabei geht es um Vorwürfe des Insider-Handels und Geschäfte mit einer dubiosen Firma. Und das ist noch nicht alles: Während Saunders eine heimliche Affäre mit seiner Vorgesetzten hat, hört irgendjemand sein Telefon ab und verübt schließlich sogar einen Mordanschlag auf ihn. Auf der Suche nach dem Strippenzieher geraten sie zwischen die Fronten – und Detective Carter an einen alten Bekannten. |           |                                |                    |                      |                                       |                      |                                        |                 |
| 17 | 17        | Babyblues                      | Baby Blue          | 8. März 2012         | 4. Dez. 2012                          | Larry Teng           | Patrick Harbinson                      | 15,67 Mio.      |
| Die Nummern der Maschine warten auf niemanden! Gerade noch verfolgen Carter und Reese gemeinsam den frisch aus dem Gefängnis entlassenen Moretti, Mafiaboss und unehelicher Vater des aufstrebenden Gangsters Elias, um diesen vor der Rache seines mächtigen Sohnes zu schützen, als auch schon die nächste Sozialversicherungsnummer auf der Liste landet. Finch erkennt, dass die Sozialversicherung diese Nummer erst vor wenigen Wochen vergeben hat und glaubt daher an einen Fall von Identitätsbetrug. Die Wahrheit stellt sich jedoch als wesentlich schockierender heraus: Bei der neuen „Person of Interest“ handelt es sich um ein sechs Monate altes Baby namens Leila. Wer möchte ihr Schaden zufügen? Ihre Nachforschungen führen sie zu einem gefährlichen Menschenhändlerring aus dem östlichen Teil Europas. |           |                                |                    |                      |                                       |                      |                                        |                 |
| 18 | 18        | Identitätskrise                | Identity Crisis    | 29. März 2012        | 11. Dez. 2012                         | Charles Beeson       | Amy Berg                               | 14,59 Mio.      |
| Detective Carter befindet sich in der Zwickmühle. Auf der einen Seite ist sie sich unsicher, ob sie eine Zusammenarbeit mit den beiden Rächern weiterhin eingehen kann und will, auf der anderen versucht das FBI, sie in die Suche nach dem „Mann im Anzug“ einzubinden. Die Maschine bringt Reese und Finch unterdessen auf die Spur von Jordan Hester – eine Person, über die es sonst kaum Informationen gibt. Die beiden können noch nicht einmal mit Sicherheit sagen, ob es sich um einen Mann oder eine Frau handelt. Finch findet jedoch Hinweise darauf, dass besagte/r Jordan Hester ein Doppelleben führt. Mit zwei Wohnungen sowie zwei Arbeitsplätzen und zwei Konten. Als er und Reese beginnen, Ermittlungen anzustellen, finden sie jedoch schnell heraus, dass es sich genau umgekehrt verhält: Jordan ist nicht ein Mensch, der zwei Leben führt. Viel mehr handelt es sich hier um zwei Menschen, die sich eine Identität teilen. Doch wer von den beiden ist die „Person of Interest“, die in Gefahr schwebt, und wer versucht nur, sich für den anderen auszugeben?                           |           |                                |                    |                      |                                       |                      |                                        |                 |
| 19 | 19        | Fleisch und – Blut!            | Flesh and Blood    | 5. Apr. 2012         | 18. Dez. 2012                         | Stephen Semel        | Amanda Segel                           | 13,69 Mio.      |
| Die Maschine spuckt diesmal gleich mehrere Nummern gleichzeitig aus: Die fünf Köpfe der New Yorker Mafiafamilien – Caparelli, Zambrano, Grifoni, Basile und Gianni Moretti Junior – werden in nächster Zeit persönlich in ein Verbrechen involviert sein. Reese und Finch ziehen daraus den nächstliegenden Schluss: Um die Cosa Nostra unter seiner Führung zu vereinigen, will Elias offenbar deren bisherige Anführer einschließlich seines Halbbruders eliminieren. Ein erster Versuch, einen der Mafiabosse vor Elias zu schützen, schlägt fehl. Nachdem Reese ihn nicht davon überzeugen konnte, ihn als Schutz für sein Leben zu akzeptieren, kann er nur noch mit ansehen, wie der Mafioso und seine Leibgarde in die Luft fliegen. Carter kann herausfinden, dass Elias die stolze Summe von vier Millionen Dollar investiert hat, um Leute für seinen Feldzug anzuheuern, und dabei einen Pakt mit den Polizisten von HR eingegangen ist. Als sie die anderen Dons gemeinsam mit Fusco in Schutzhaft nimmt, lässt Elias ihren Sohn entführen. Reese unternimmt einen letzten Rettungsversuch.             |           |                                |                    |                      |                                       |                      |                                        |                 |
| 20 | 20        | Die Großen fressen die Kleinen | Matsya Nyaya       | 26. Apr. 2012        | 25. Dez. 2012                         | Kevin Bray           | Ray Utarnachitt                        | 12,73 Mio.      |
| Als Finch und Reese die Nummer von Tommy Clay bekommen, gehen sie davon aus, dass der brave Ehemann und Vater eines neunjährigen Sohnes, der seinen Lebensunterhalt bei einer Geldtransportfirma verdient, wahrscheinlich bei einem Überfall das Opfer wird. Also schließt sich Reese dem Team von Tommy und Murray Langston, dem Fahrer, an. Nachdem die Truppe zwei Koffer Platin auf den Laster geladen hat, explodiert auf der Straße eine Sprengladung. Der Wagen kippt um und gerät unter Beschuss. Während Reese Murray zur Hilfe eilen will, richtet Tommy plötzlich seine Waffe auf die beiden. Dank seiner kugelsicheren Weste überlebt Reese den Hinterhalt – ganz anders als Murray, der von zwei Kugeln tödlich getroffen wird. Reese entdeckt, dass Clay mit seiner Freundin, der Kellnerin Ashley, abhauen will, nachdem er das Platin an „HR“ verkauft hat – ein gefährlicher Plan. |           |                                |                    |                      |                                       |                      |                                        |                 |
| 21 | 21        | Das Gestern stirbt nie         | Many Happy Returns | 3. Mai 2012          | 27. Dez. 2012                         | Frederick E. O. Toye | Erik Mountain & Jonathan Nolan         | 13,27 Mio.      |
| Zu Johns Geburtstag bekommt er von Harold neben einem kleinen Kästchen mit einem Schlüssel darin obendrein einen freien Tag. Den Fall von Sarah Jennings, die vor ihrem gewalttätigen Mann flüchten muss, möchte Finch lieber ohne Reese erledigen. Die Geschichte erinnert zu sehr an Johns alte Freundin Jessica, die von ihrem Mann Peter ermordet wurde, was dieser dann mit einem Autounfall zu vertuschen suchte. Diese Geschichte wird durch die gemeinsamen Recherchen von Detective Carter und FBI-Agent Donnelly erzählt. Sarah hingegen hat außerdem das Problem, dass ihr Mann Brad beim United States Marshals Service arbeitet und nicht davor zurückschreckt, mit falschen Anschuldigungen und einem Haftbefehl die ganze Behörde für die Jagd nach seiner Frau mit einzuspannen. Als Reese davon erfährt, können weder Finch noch Carter ihn bremsen. |           |                                |                    |                      |                                       |                      |                                        |                 |
| 22 | 22        | Keine gute Tat                 | No Good Deed       | 10. Mai 2012         | 1. Jan. 2013                          | Stephen Williams     | David Slack                            | 12,96 Mio.      |
| Nachdem Fusco keinen Erfolg damit hatte, mehr über die Hintergründe von Finch herauszufinden, macht sich nun erneut Reese selbst an die Überwachung seines Partners – und findet dabei einige interessante Indizien. Bevor er diese jedoch weiterverfolgen kann, trifft auch schon die nächste Nummer ein. Die Maschine weist sie auf einen Finanzanalysten namens Henry Peck hin, der jedoch keineswegs ist, was er zu sein scheint. Bei näherer Betrachtung entpuppt sich die Vermögensberatung als getarnte NSA-Abhörstation. Peck ist zwar Analyst, allerdings im Auftrag der Regierung. Aufgrund seiner Berichte konnten verschiedene Terroranschläge verhindert werden, weil man die Drahtzieher rechtzeitig aus dem Verkehr ziehen konnte. Als Peck feststellt, dass diese Erfolge ohne sein Zutun zustande kamen, weil jemand die Namen der Drahtzieher nachträglich in seine Berichte eingearbeitet hatte, versucht er, der Sache auf den Grund zu gehen. Er ist damit auf dem Weg, die Existenz der Maschine zu entdecken und soll deshalb getötet werden.                                                |           |                                |                    |                      |                                       |                      |                                        |                 |
| 23 | 23        | Unerwünschte Zugriffe          | Firewall           | 17. Mai 2012         | 1. Jan. 2013                          | Richard J. Lewis     | Greg Plageman & Jonathan Nolan         | 13,47 Mio.      |
| Diesmal haben Reese und Finch die Nummer von Caroline Turing bekommen, die, wie Reese von Fusco erfährt, im Auftrag eines reichen Patienten von den korrupten Polizisten der Organisation „HR“ beseitigt werden soll. Reese bemüht sich um Nähe zu der attraktiven Psychologin, während Finch zusammen mit Zoe Morgan versucht, aus Turings Patienten denjenigen herauszufiltern, der das größte Interesse an ihrem Ableben haben könnte. Reese gelingt es, den ersten Mordanschlag auf Caroline zu verhindern, allerdings sind die beiden anschließend auf einer Überwachungskamera zu sehen, die Special Agent Donnelly vom FBI mittlerweile flächendeckend überwachen lässt, um seinen gesuchten „Mann im Anzug“ endlich zu erwischen. Ein wilder Wettlauf beginnt zwischen den Auftragskillern, die Turing immer noch ermorden wollen und Reese als Kollateralschaden mittlerweile gerne in Kauf nehmen würden, und den FBI-Teams von Special Agent Donnelly, denen allerdings eher daran gelegen ist, Reese lebend in die Finger zu bekommen, damit er noch gegen seine ehemaligen CIA-Genossen aussagen kann. |           |                                |                    |                      |                                       |                      |                                        |                 |

## Staffel 2
Die Erstausstrahlung der zweiten Staffel war vom 27. September 2012 bis zum 9. Mai 2013 auf dem US-amerikanischen Sender CBS zu sehen. Die deutschsprachige Erstausstrahlung sendete der deutsche Pay-TV-Sender RTL Crime vom 25. Juni bis zum 19. November 2013.
| Nr. (ges.) | Nr. (St.) | Deutscher Titel                         | Originaltitel      | Erstausstrahlung USA | Deutschsprachige Erstausstrahlung (D) | Regie                 | Drehbuch                               | Zuschauer (USA) |
| --- | --------- | --------------------------------------- | ------------------ | -------------------- | ------------------------------------- | --------------------- | -------------------------------------- | --------------- |
| 24 | 1         | Ausnahmezustand                         | The Contingency    | 27. Sep. 2012        | 25. Juni 2013                         | Richard J. Lewis      | Denise Thé & Jonathan Nolan            | 14,28 Mio.      |
| Finch befindet sich in den Fängen der Hackerin Root, welche Informationen über seine ominöse Maschine erlangen möchte. Daher droht sie ihm, Unschuldigen etwas anzutun, wenn er sich ihr widersetzen sollte. Um seinen Partner zu retten, kontaktiert Reese die Maschine persönlich, welche ihm daraufhin eine Reihe zusammenhangloser Worte zuspielt. Erst nach einer Weile erkennt er, dass es sich dabei um einen Code handelt, der die Sozialversicherungsnummern enthält, die Finch normalerweise von der Maschine bekommen hat. Die Nummer, welche die Maschine Reese nun gegeben hat, führt ihn zu dem ehemaligen Investmentbanker Leon Tao. Dieser scheint jedoch keine Ahnung zu haben, wo Harold sich aufhält. Anstatt ihn auf die Fährte seines Freundes zu führen, gab die Maschine Reese Taos Nummer aus ganz anderen Gründen: Leon hat Drogengelder einer arischen Bruderschaft veruntreut und wird nun von einem Haufen rücksichtsloser Neo-Nazis quer durch New York gejagt. Immerhin erbeutet Reese den ausgebildeten belgischen Schäferhund "Bear". |           |                                         |                    |                      |                                       |                       |                                        |                 |
| 25 | 2         | Tatort Texas                            | Bad Code           | 4. Okt. 2012         | 2. Juli 2013                          | Jon Cassar            | Greg Plageman & Patrick Harbinson      | 14,58 Mio.      |
| Immer noch muss Reese um das Leben von Finch bangen, seit dieser von der Hackerin Root entführt wurde. Da die Maschine ihm den Hinweis auf ein 14-jähriges Mädchen namens Hannah gegeben hat, welches vor vielen Jahren in Texas verschwunden ist, vermutet er, dass sich hinter diesem Mädchen Root verbirgt. Also versucht er, gemeinsam mit Detective Carter Hannahs Spur in Texas aufzunehmen. Was er nicht ahnen kann, ist, dass Root mittlerweile nicht nur Harold in ihrer Gewalt hat, sondern auch den Special Counsel Denton Weeks, den sie vor Finchs Augen foltert, um in Erfahrung zu bringen, wo sich der Aufenthaltsort der Maschine befindet. Reese gelingt es, Root aufzuspüren und Harold zu befreien. |           |                                         |                    |                      |                                       |                       |                                        |                 |
| 26 | 3         | Maskerade                               | Masquerade         | 18. Okt. 2012        | 9. Juli 2013                          | Jeff Hunt             | Melissa Scrivner-Love                  | 13,93 Mio.      |
| Nachdem er aus den Fängen von Root befreit wurde, leidet Harold nach wie vor unter den Folgen der Entführung. Sicherheit findet er in dem Schäferhund Bear, den Reese ihm als Aufpasser zur Seite gestellt hat. Die Maschine liefert derweil eine neue Nummer. Diesmal handelt es sich bei der „Person of Interest“ um die Tochter eines brasilianischen Botschafters, dem Ambitionen auf die Präsidentschaft in seinem Heimatland nachgesagt werden. Das macht auch seine Tochter zu einer möglichen Zielscheibe. Reese schleicht sich als Bodyguard in die Botschaft ein, um die junge Dame beschützen zu können. Was jedoch gar nicht so leicht ist, da es sich um eine höchst widerspenstige Person handelt. |           |                                         |                    |                      |                                       |                       |                                        |                 |
| 27 | 4         | Finger am Abzug                         | Triggerman         | 25. Okt. 2012        | 16. Juli 2013                         | James Whitmore, Jr.   | Erik Mountain                          | 14,03 Mio.      |
| Eine neue Nummer führt Finch und Reese zu Riley Cavanaugh, der als Schläger für den irischen Mafiagangster George Massey arbeitet. Anfangs sieht alles nach einer klaren Sache aus: Riley soll gemeinsam mit Masseys Sohn Eddie die aufmüpfige Serviererin Annie zum Schweigen bringen. Reese will das verhindern. Doch die Dinge liegen ganz anders, als zunächst gedacht: Riley ist in Wahrheit mit Annie zusammen und denkt schon länger darüber nach, Masseys Organisation zu verlassen. Massey weiß davon und will, dass sein Sohn den Abtrünnigen umbringt. Doch Riley ist schneller. Er tötet Eddie und begibt sich mit Annie auf die Flucht. Als Massey ein Kopfgeld von einer Million Dollar auf die beiden aussetzt, hat Reese auf einmal beide Hände voll zu tun, um die beiden vor einem Ansturm von Auftragsmördern zu beschützen. Dafür müssen sie sogar Gangsterboss Elias um Hilfe bitten. |           |                                         |                    |                      |                                       |                       |                                        |                 |
| 28 | 5         | Totschlagzeile                          | Bury the Lede      | 1. Nov. 2012         | 23. Juli 2013                         | Jeff Hunt             | David Slack                            | 13,66 Mio.      |
| Maxine Angelis ist eine engagierte, wenn auch etwas übereifrige Investigativjournalistin, auf welche die Maschine Reese und Finch aufmerksam macht. Die beiden vermuten, dass Maxine wegen einer von zwei großen Geschichten in Gefahr schweben könnte, an denen die fleißige Reporterin dran ist: Zum einen hat sie gerade einen Fall von illegaler Wahlkampffinanzierung im Rennen um das Amt des New Yorker Bürgermeisters aufgedeckt. Zum anderen versucht sie herauszubekommen, wer der große Boss hinter der geheimen Organisation „HR“ ist. Das FBI hat zwar mit Fuscos anonymer Hilfe große Teile der Organisation zerschlagen, an den Drahtzieher ist der leitende Agent Donnelly aber bislang noch nicht herangekommen. Als Angelis tatsächlich in das Visier blutrünstiger Killer gerät, gestaltet sich eine Rettungsaktion schwierig, denn die Reporterin recherchiert auch über den „Mann im Anzug“. Um sie unauffällig aus der Schussbahn zu bringen, arrangiert Harold ein Date zwischen John und Maxine, welches allerdings im Laufe des Abends keinen allzu romantischen Verlauf nimmt.                                                                                                 |           |                                         |                    |                      |                                       |                       |                                        |                 |
| 29 | 6         | Mr. und Mrs. Reese                      | The High Road      | 8. Nov. 2012         | 30. Juli 2013                         | Félix Enríquez Alcalá | Nic Van Zeebroeck & Michael Sopczynski | 14,87 Mio.      |
| Der langweiligste Typ in ganz New York wird von der Maschine als neue „Person of Interest“ erkannt. Graham Wyler geht einem ehrbaren Geschäft als Werkzeughändler nach und führt mit seiner Frau und Tochter ein ruhiges, normales Familienleben in der Vorstadt. John und Harold können sich anfangs daher überhaupt nicht erklären, was an Graham interessant sein soll und wie sein Vorzeigeleben Hinweise auf ein bevorstehendes Verbrechen liefern konnte. Bei weiteren Nachforschungen entdeckt Finch dann aber, dass der echte Graham Wyler seit 15 Jahren tot ist. Um herauszufinden, wer der Mann, den sie beschatten, wirklich ist, zieht Reese gemeinsam mit Zoe Morgan als Ehepaar in das Haus gegenüber ein und geht mit der Familie Wyler auf Tuchfühlung. Dabei kommt er einem Geheimnis auf die Spur, das die Familie für immer auseinander bringen könnte. |           |                                         |                    |                      |                                       |                       |                                        |                 |
| 30 | 7         | Lebensbedrohlich                        | Critical           | 15. Nov. 2012        | 6. Aug. 2013                          | Frederick E. O. Toye  | Sean Hennen                            | 14,57 Mio.      |
| Sowohl Finch als auch Reese staunen nicht schlecht, als ihnen erstmals von der Maschine eine Sozialversicherungsnummer ein zweites Mal zugetragen wird. John kommt gerade noch rechtzeitig, um erneut Leon Tao vor ein paar russischen Mafiosi zu retten, deren Geld er veruntreut hatte. Da die Maschine kurz darauf eine zweite Nummer ausspuckt, bieten die beiden Tao in ihrem Geheimversteck unter den wachsamen Augen von Bear einen Schlupfwinkel, während sie sich der Herzchirurgin Dr. Madeleine Enright widmen. Diese scheint zu Anfang in keinen relevanten Schwierigkeiten zu stecken, bis Harold zufällig mitbekommt, dass sie von einem ehemaligen MI6-Agenten erpresst wird. Sollte sie bei der nächsten Operation ihren Patienten, den Geschäftsführer eines Energiekonzerns, nicht über die Klinge springen lassen, wird ihre ahnungslose Ehefrau von einem Scharfschützen eliminiert. Carter kommt unterdessen Mark Snow auf die Spur, der mit einer Bombenweste umgeschnallt von einem unbekannten Auftraggeber durch New York gehetzt wird. |           |                                         |                    |                      |                                       |                       |                                        |                 |
| 31 | 8         | Bis dass der bestellte Tod uns scheidet | Til Death          | 29. Nov. 2012        | 13. Aug. 2013                         | Helen Shaver          | Amanda Segel                           | 14,43 Mio.      |
| Die Maschine schickt diesmal zwei Nummern gleichzeitig an John und Harold, die von Daniel Drake und die von Drakes Ehefrau Sabrina. Die beiden betreiben ein großes Verlagshaus, welches gerade ein Buch über eine gefährliche rechtsgerichtete Miliz herausgebracht hat. Finch glaubt deshalb zunächst, dass dem Ehepaar genau von dieser Seite aus Gefahr droht. Tatsächlich liegt die Bedrohung für das Verleger-Paar jedoch sehr viel näher und ist sehr viel komplizierter als gedacht. Währenddessen beginnt Detective Carter langsam, gegenüber ihrem Kollegen Fusco misstrauisch zu werden, der sich in letzter Zeit mehr als verdächtig verhält. Was dann allerdings dahinter steckt, hätte wohl selbst Reese nicht vorhersehen können. |           |                                         |                    |                      |                                       |                       |                                        |                 |
| 32 | 9         | Liebesgrüße aus Estland                 | C.O.D.             | 6. Dez. 2012         | 20. Aug. 2013                         | Clark Johnson         | Ray Utarnachitt                        | 14,18 Mio.      |
| Fermin Ordoñez ist ein Einwanderer aus Kuba, der eine vielversprechende Karriere als Baseball-Spieler hatte, bevor eine Sportverletzung seiner Laufbahn ein Ende gesetzt hat. Seitdem schlägt er sich als Taxifahrer durch und versucht, jeden Cent zu sparen, um seine Frau und seinen Sohn ebenfalls aus Kuba herauszuholen. Fermin ist allerdings auch die neue „Person of Interest“, auf welche die Maschine Reese und Finch hinweist. Droht ihm Unheil von einem seiner Passagiere? Oder ist er selbst derjenige, der aus der Verzweiflung heraus, Geld für die Flucht seiner Familie aufzutreiben, eine Dummheit begeht? Detective Simmons sucht unterdessen nach einer Möglichkeit, die vom FBI weitestgehend zerschlagene Organisation HR wieder aufzubauen. Dazu benötigt er jedoch den Rückhalt von Elias. Um ihm gefällig zu sein, plant er den letzten der alten Paten, der sich aktuell im Zeugenschutzprogramm befindet, auszuschalten. Als Fusco die Aktion durchführen soll, droht seine Tarnung aufzufliegen. |           |                                         |                    |                      |                                       |                       |                                        |                 |
| 33 | 10        | Reese in der Falle                      | Shadow Box         | 13. Dez. 2012        | 27. Aug. 2013                         | Stephen Surjik        | Patrick Harbinson                      | 14,08 Mio.      |
| John und Harold sind gerade damit beschäftigt, Bear zu baden, als ihnen eine neue Nummer dazwischenkommt: Die Maschine weist sie auf eine junge Frau namens Abby hin. Bis vor kurzem hat sie für eine wohltätige Organisation gearbeitet, die sich um die Belange von Kriegsveteranen kümmert. Nun scheint sie jedoch abtauchen zu wollen. Durch die Aufzeichnung einer Überwachungskamera finden John und Harold einen Zusammenhang zwischen ihr und einem mysteriösen Motorradfahrer, der erst kürzlich auf einigen Baustellen Sprengstoff entwendet hat. Planen er und Abby einen Anschlag? Wenn ja, wieso hat die Maschine ihre Nummer dann nicht der Regierung vermittelt? FBI Special Agent Donnelly widmet sich derzeit wieder der Suche nach dem „Mann im Anzug“. Da er große Stücke auf Carter hält, bietet er ihr einen temporären Posten beim FBI an. |           |                                         |                    |                      |                                       |                       |                                        |                 |
| 34 | 11        | Variablen und Konstanten                | 2πR                | 3. Jan. 2013         | 3. Sep. 2013                          | Richard J. Lewis      | Dan Dietz                              | 16,23 Mio.      |
| Nach der Festnahme von gleich vier Männern im Anzug, unter denen sich auch Reese befindet, wartet Special Agent Donnelly nun nur noch auf den Abgleich der Fingerabdrücke und DNA-Spuren, um herauszufinden, welcher der Männer der echte „Mann im Anzug“ ist. So lange sitzen seine Kandidaten allerdings erst mal im Gefängnis auf Rikers Island ein. Detective Carter hat derweil schon lange die Initiative ergriffen und die Fingerabdrücke von Reese aus dem System gelöscht. Als nächstes versucht sie, das DNA-Material auszutauschen, um eine Identifizierung von John unmöglich zu machen, da das FBI die Männer ohne Anklage nicht länger als 72 Stunden festhalten kann. Finch ist unterdessen schon wieder mit der nächsten „Person of Interest“ beschäftigt: Die Maschine hat ihn auf den 17-jährigen Schüler Caleb Phipps hingewiesen. Um zu ermitteln, was es mit ihm auf sich hat, schleicht sich Finch als Vertretungslehrer in Calebs Schule ein. |           |                                         |                    |                      |                                       |                       |                                        |                 |
| 35 | 12        | Schlagdistanz                           | Prisoner’s Dilemma | 10. Jan. 2013        | 10. Sep. 2013                         | Chris Fisher          | David Slack                            | 15,67 Mio.      |
| Da Donnelly trotz der Beweislage weiterhin glaubt, den richtigen Mann festgenommen zu haben, ruft er den „Mann im Anzug“ kurzerhand zum Terroristen aus und hält die vier Verdächtigen dank der Anti-Terrorgesetze immer noch auf Rikers Island fest. Detective Carter als ehemalige Militär-Verhörspezialistin soll für ihn ermitteln, wer von den vier der richtige Verdächtige ist. Für sie ist es ein Drahtseilakt: Sie muss versuchen, den Verdacht von John abzulenken, ohne dass es den Verdacht des höchst aufmerksamen FBI-Beamten erregt. Auch für John wird die Lage brenzlig, als er beim Hofgang nicht nur auf den Mafiapaten Elias trifft, von dem er befürchten muss, dass er Johns Tarnung auffliegen lässt. Auch Hersh, der Regierungsagent, der für das Special Counsel und die Gruppe [Northern Lights] arbeitet, die Finchs Maschine in Auftrag gab und nun alle Mitwisser töten lässt, hat sich ins Gefängnis einschleusen lassen und ist entschlossen, notfalls alle Verdächtigen umzubringen, um den „Mann im Anzug“ sicher ausgeschaltet zu haben. Fusco hat derweil alle Hände voll zu tun, das Supermodel Karolína Kurková vor der armenischen Mafia in Sicherheit zu bringen. |           |                                         |                    |                      |                                       |                       |                                        |                 |
| 36 | 13        | Einmal so richtig sterben               | Dead Reckoning     | 31. Jan. 2013        | 17. Sep. 2013                         | John Dahl             | Erik Mountain                          | 15,71 Mio.      |
| Reese ehemalige Partnerin Kara hat John erwischt und ihm eine Sprengstoffweste wie Mark Snow umgeschnallt. So will sie ihre ehemaligen Partner dazu zwingen, gemeinsam für sie Aufträge zu erledigen. Bei einem russischen Hacker holen sie die nach Karas Anforderungen speziell formatierte Festplatte ab, welche Snow für Kara in einer Elektronik-Firma gestohlen hatte. Als Nächstes erhalten er und Reese von ihr den Auftrag, als Bundesagenten getarnt in ein Hochhaus einzudringen, in dem das Verteidigungsministerium eine streng geheime Abteilung für Waffenentwicklung im obersten Stockwerk unterhält. Carter, die anders als Donnelly Karas Attacke überleben konnte, informiert Harold darüber, was passiert ist. Gemeinsam mit Fusco versuchen sie, die Spur von Kara und Reese aufzunehmen, doch die Zeit läuft ab. |           |                                         |                    |                      |                                       |                       |                                        |                 |
| 37 | 14        | Extravaganzen                           | One Percent        | 7. Feb. 2013         | 24. Sep. 2013                         | Chris Fisher          | Denise Thé & Melissa Scrivner-Love     | 14,88 Mio.      |
| Die neueste Nummer führt John und Harold zu Logan Pierce, einem jungen, schnell gelangweilten Milliardär, der sein Vermögen als Mitgründer und technisches Genie hinter der Social-Networking-Seite FriendCzar gemacht hat. Bevor sie überhaupt nur in Erfahrung bringen können, ob Pierce Täter oder Opfer ist, stellt sich Reese und Finch das Problem, wie sie die Zielperson im Blick behalten sollen. Pierce ist ein Exzentriker, wie er im Buche steht. Mal braust er mit seinem Sportwagen davon, im nächsten Augenblick entschwindet er mit seinem Helikopter. Und da er aus Angst vor Industriespionage zweimal täglich sein Mobiltelefon wechselt, ist es auch überaus schwer, ihn auf die gewohnte Weise abzuhören. Wirklich in Eile geraten die beiden aber erst, als tatsächlich der erste Mordanschlag auf Logan verübt wird. Ohne sich der Konsequenzen bewusst zu sein, geht Reese zur Rettung von Pierce einen ungewöhnlichen Weg. |           |                                         |                    |                      |                                       |                       |                                        |                 |
| 38 | 15        | Menschen im Hotel                       | Booked Solid       | 14. Feb. 2013        | 1. Okt. 2013                          | Fred Toye             | Nic Van Zeebroeck & Michael Sopczynski | 14,87 Mio.      |
| Wer könnte Interesse daran haben, ein einfaches Zimmermädchen zu töten? Diese Frage muss sich John aktuell stellen, denn laut der Maschine ist Mira Dobrica die neue „Person of Interest“. Um zu ermitteln, wo die Gefahr für sie liegen könnte, begeben sich sowohl er als auch Harold undercover ins Hotel, wobei Reese eine Tarnung als Page annimmt und Finch als Concierge heimlich die Hotelkameras überwacht. Carter erhält unterdessen Besuch von FBI-Agent Moss. In den Unterlagen seines verstorbenen Kollegen Donnelly hat er eine Empfehlung gefunden, Carter in den FBI-Dienst zu berufen und sie zeigt sich weiterhin interessiert an dem beruflichen Wechsel. Als erste Hürde muss sie dazu jedoch eine Lügendektor-Befragung über sich ergehen lassen, womit ihre heimliche Zusammenarbeit mit dem „Mann im Anzug“ aufzufliegen droht. Außerdem erweist sich ihre junge Beziehung zum Kollegen Beecher vom Drogendezernat als Belastung. |           |                                         |                    |                      |                                       |                       |                                        |                 |
| 39 | 16        | Mord ist ihr Auftrag                    | Relevance          | 21. Feb. 2013        | 8. Okt. 2013                          | Jonathan Nolan        | Amanda Segel & Jonathan Nolan          | 14,22 Mio.      |
| In Berlin schaltet die amerikanische Geheimagentin Sameen Shaw gemeinsam mit ihrem Kollegen Cole, der als technische Unterstützung im Hintergrund wirkt, eine islamistische Terrorzelle aus, die einen Anschlag mit einer „schmutzigen Bombe“ geplant hatte. Anschließend werden die beiden nach New York zurückgerufen, wo eine neue Nummer auf sie wartet. Dieses Mal geht es allerdings um einen einheimischen Terroristen. Während die beiden darauf warten, dass dieser seine Wohnung verlässt, damit sie an seinen Computer herankommen können, fragt Cole noch seine Partnerin, ob sie sich jemals gefragt habe, woher die Nummern kommen und ob sie vielleicht falsch sein könnten. In einem Fall, der zwei Jahre zurückliegt, hat er Nachforschungen angestellt, welche zum Ergebnis hatten, dass ihr damaliges Opfer überhaupt keine Terrorverbindungen hatte. Doch ehe er weitere Zusammenhänge erklären kann, geraten sie in einen Schusswechsel, dem nur Shaw lebend entkommt. Unterstützung erhält sie dabei vom geheimnisvollen „Mann im Anzug“. |           |                                         |                    |                      |                                       |                       |                                        |                 |
| 40 | 17        | Proteus                                 | Proteus            | 7. März 2013         | 15. Okt. 2013                         | Kenneth Fink          | Sean Hennen                            | 14,57 Mio.      |
| Ein heftiges Unwetter tobt über New York und Teile der Großstadt müssen daher zur Sicherheit evakuiert werden. Harold Finch ist beunruhigt, dass die Maschine schon drei Tage hintereinander keine neue Nummer ermittelt hat. Er fürchtet, dass es etwas mit dem Virus zu tun haben könnte, den Reese ehemalige CIA-Partnerin Kara in unbekanntem Auftrag über die Server des Verteidigungsministeriums ins Internet eingespielt hatte. Plötzlich bekommen Harold und John jedoch gleich sechs Nummern auf einmal: sie gehören zu sechs Männern, die verstreut über das ganze Land hinweg verteilt leben. Es gibt zunächst keine sichtbare Verbindung zwischen ihnen, drei von ihnen sind allerdings als vermisst gemeldet worden. John geht der Spur des in New York beheimateten Jack Rollins nach, der, wie es scheint, erst kürzlich nach Owen Island gefahren ist. Er folgt ihm, obwohl das Wetter immer schlechter wird und die Insel schon bald von der Außenwelt abgeschlossen ist. In einem an Agatha Christie erinnernden Kammerspiel ist bis zuletzt alles offen. Detective Carter muss ihr Misstrauen gegen ihren Freund Beecher überwinden, um auf die Insel zu gelangen.                   |           |                                         |                    |                      |                                       |                       |                                        |                 |
| 41 | 18        | Voller Einsatz                          | All In             | 14. März 2013        | 22. Okt. 2013                         | Tricia Brock          | Lucas O’Connor                         | 14,34 Mio.      |
| Leon Tao ist dank seines schillernden Lebens wieder einmal in Todesgefahr geraten, kann aber in letzter Sekunde von Reese vor ein paar Auftragskillern gerettet werden. Später haben es John und Harold mit einer „Person of Interest“ im Glücksspiel-Milieu zu tun. Lou Mitchell ist ein pensionierter Uhrmacher, der täglich große Summen am Casino-Spieltisch verzockt. Um die Sache aufzuklären, müssen die beiden daher in Erfahrung bringen, woher er das ganze Geld hernimmt. Detective Carter erfährt in der Zwischenzeit, dass gegen ihren Kollegen Szymanski ermittelt wird und das ausgerechnet kurz bevor er vor Gericht gegen den russischen Mafioso Peter Yogorov aussagen sollte. Was sie nicht ahnen kann: Tatsächlich steckt „HR“ hinter der Sache, da die Organisation Yogorov als neuen Geldgeber gewinnen will. |           |                                         |                    |                      |                                       |                       |                                        |                 |
| 42 | 19        | Trojaner                                | Trojan Horse       | 4. Apr. 2013         | 29. Okt. 2013                         | Jeffrey Hunt          | Dan Dietz & Erik Mountain              | 14,57 Mio.      |
| Carter ermittelt im Mordfall Szymanski und hat in ihrem Kampf gegen „HR“ nur noch Fusco als feste Stütze. Reese hingegen spürt Samantha Shaw auf und erneuert das Angebot, ihr zu helfen. Und seine Hartnäckigkeit scheint schließlich sogar Früchte zu tragen. Sein Partner Finch beschäftigt sich schon mit der nächsten Nummer: Monica ist eine leitende Angestellte bei Rylatec, einem bedeutenden Hersteller für Netzwerk-Hardware, welche wichtige Komponenten in der Internet-Infrastruktur sind. Harold schleicht sich selbst als IT-Mitarbeiter in die Firma ein und versucht zu klären, woher die Bedrohung für Monica kommt. Nachdem er sie dabei beobachtet, wie sie Daten vom Laptop eines kürzlich verstorbenen Kollegen herunterlädt, vermuten sie einen Fall von Industriespionage. Was sie sich zunächst nicht vorstellen können, ist jedoch das Ausmaß der Katastrophe, in die sie mit dieser Nummer hineingeraten werden. |           |                                         |                    |                      |                                       |                       |                                        |                 |
| 43 | 20        | Hinter der Schwelle                     | In Extremis        | 25. Apr. 2013        | 5. Nov. 2013                          | Chris Fisher          | Greg Plageman & Tony Camerino          | 13,22 Mio.      |
| Fusco legt sich in einem Streit mit dem zweiten Mann von "HR", Simmons, an – und bekommt umgehend die Konsequenzen zu spüren. Auf einmal sagt einer seiner ehemaligen korrupten Kollegen aus, dass Fusco zu der Crew schmutziger Cops dazugehört habe und der Mörder seines ehemaligen Kollegen Detective Stills sei. Interne Ermittlungen werden gegen Fusco eingeleitet, was nicht nur ihn, sondern auch Carter in die unangenehme Lage versetzt, sich mit seiner Vergangenheit auseinandersetzen zu müssen. Zur gleichen Zeit weist die Maschine auf den angesehen Herzchirurgen Dr. Nelson hin. Gerade als Reese bei einer Preisverleihung an Dr. Nelson die Ermittlungen aufnimmt, ist es auch schon zu spät. Nelson ist mit der radioaktiven Substanz Polonium vergiftet worden. Der Mord an dem Doktor lässt sich folglich nicht mehr rückgängig machen. Reese kann ihm nur noch anbieten, herauszubekommen, wer dahinter steckt. Gemeinsam suchen die beiden nach seinem Mörder. |           |                                         |                    |                      |                                       |                       |                                        |                 |
| 44 | 21        | Tag Null                                | Zero Day           | 2. Mai 2013          | 12. Nov. 2013                         | Jeffrey Hunt          | Amanda Segel & David Slack             | 12,96 Mio.      |
| Seit zehn Tagen hat die Maschine nichts mehr von sich hören lassen. Das beunruhigt nicht nur Harold und John. Auch die Regierung ist besorgt, als deswegen ein Terroranschlag nicht verhindert werden kann. Der Special Counsel findet heraus, dass hinter dem Angriff auf die Maschine eine chinesische Technologiefirma namens Decima Technologies steckt, welche von Shanghai aus operiert. Root setzt sich mit Harold in Verbindung und bietet ihm ihre Unterstützung an, um die Gefahr für die Maschine abzuwenden. Auch Carter merkt den Ausfall der Maschine, auch wenn sie natürlich die genauen Zusammenhänge nicht kennt. Die Russen-Mafia räumt im großen Stil mit den Leuten von Elias auf. Auf diese Weise sind bereits acht Leichen in zwei Wochen zusammengekommen, ohne dass Reese und Finch zur Stelle waren, um die Verbrechen im Vorfeld zu verhindern. Da erhält Harold auf einmal doch noch einen Anruf der Maschine. Die Nummer weist ihn und John auf einen Mann namens Ernest Thornhill hin, den Besitzer einer Dateneingabe-Firma. Doch mit diesem scheint etwas nicht zu stimmen.                                                                                              |           |                                         |                    |                      |                                       |                       |                                        |                 |
| 45 | 22        | Gott-Modus                              | God Mode           | 9. Mai 2013          | 19. Nov. 2013                         | Richard J. Lewis      | Patrick Harbinson & Jonathan Nolan     | 13,16 Mio.      |
| Root ist immer noch auf der Suche nach dem Standort der Maschine – und spürt deshalb mit ihrer Unterstützung den einzigen noch lebenden Ingenieur des Projekts Northern Lights auf. Da Root Harolds Brille – mit dem darin befindlichen Tracker – unterwegs entsorgt hat, hat John zunächst keine unmittelbare Möglichkeit, ihr und Harold zu folgen. Zumal die Maschine ihn und Shaw am laufenden Band mit Nummern von Menschen in unmittelbarer Not beschäftigt. HR hat es derweil auf Carter abgesehen und fädelt es ein, dass sie von der Abteilung für interne Ermittlungen wegen tödlicher Schüsse auf einen vermeintlich Unbewaffneten befragt wird. Sie besteht darauf, dass der Mann eine Waffe hatte und findet heraus, dass sie nicht die einzige Person ist, die in Gefahr schwebt: "HR" plant im Auftrag des Gangsters Yogorov die Ermordung das Mafiapaten Elias. Carter sieht nur einen Ausweg – und muss sich dafür selbst die Hände schmutzig machen. |           |                                         |                    |                      |                                       |                       |                                        |                 |

## Staffel 3
Die Erstausstrahlung der dritten Staffel war vom 24. September 2013 bis zum 13. Mai 2014 auf dem US-amerikanischen Sender CBS zu sehen. Die deutschsprachige Erstausstrahlung sendete der deutsche Pay-TV-Sender RTL Crime vom 31. März bis zum 1. September 2014.
{{{INHALT}}}
| Nr. (ges.) | Nr. (St.) | Deutscher Titel                                   | Originaltitel       | Erstausstrahlung USA | Deutschsprachige Erstausstrahlung (D) | Regie                | Drehbuch                               | Zuschauer (USA) |
| --- | --------- | ------------------------------------------------- | ------------------- | -------------------- | ------------------------------------- | -------------------- | -------------------------------------- | --------------- |
| 46 | 1         | Feinde der Freiheit                               | Liberty             | 24. Sep. 2013        | 31. März 2014                         | Chris Fisher         | Greg Plageman & Denise Thé             | 12,44 Mio.      |
| Nach ihrer erfolgreichen Zusammenarbeit mit Reese bei der Suche nach Harold und Root, entschließt sich Shaw, ihnen bei den Nummern zu helfen, die ihnen die Maschine weiterhin zukommen lässt. Gerade, als sie einen weiteren Menschen retten konnte, stellt sich die neue „Person of Interest“ als der junge Navy-Matrose Jack Salazar heraus, der sich im Zuge der so genannten Fleet Week auf Landgang befindet und schon sehr bald in Schwierigkeiten gerät, aus denen ihm nur noch Reese und Shaw heraushelfen können. Root sitzt derweil nach ihrem Nervenzusammenbruch in einer psychiatrischen Klinik ein. Ihr Psychiater Dr. Carmichael versucht, sie von der Stimme zu kurieren, die Root angibt zu hören. Das stellt sich jedoch als schwierig heraus, denn schließlich steht Root immer noch im Kontakt mit der Maschine und mag es gar nicht, wenn jemand diese Verbindung zu unterbrechen versucht. |           |                                                   |                     |                      |                                       |                      |                                        |                 |
| 47 | 2         | Zeig her seine Sünden                             | Nothing to Hide     | 1. Okt. 2013         | 7. Apr. 2014                          | Frederick E. O. Toye | Erik Mountain                          | 12,35 Mio.      |
| Detective Carter trauert immer noch um ihren Freund Cal Beecher, ist jedoch wild entschlossen, seine Mörder zu finden und „HR“ dafür büßen zu lassen. Über Fusco versucht sie, auf dem Laufenden zu bleiben, was die aktuellen Ermittlungen in dem Fall angeht. Zugleich muss sie sich mit einem jungen Polizeianwärter arrangieren, der ihr als neuer Partner zugeteilt wurde. Die Maschine hat derweil eine neue Nummer für Finch, Reese und Shaw: Wayne Kruger ist ein Internet-Entrepreneur, der mit der Webseite Life Trace ein Millionenvermögen verdient. Über Krugers Seite ist es möglich, so ziemlich alles über eine Person herauszufinden, was es nur herauszufinden gibt. Kruger verkauft die Daten, die er sammelt und auswertet, zudem an Unternehmen, die mehr über ihre Kunden in Erfahrung bringen wollen. Doch plötzlich gerät Krugers Leben massiv in Unordnung: seine Kreditkarten werden gesperrt, ein Seitensprung fliegt auf und zerstört seine Ehe. |           |                                                   |                     |                      |                                       |                      |                                        |                 |
| 48 | 3         | Ladykiller                                        | Lady Killer         | 8. Okt. 2013         | 14. Apr. 2014                         | Omar Madha           | Amanda Segel                           | 11,65 Mio.      |
| Dr. Carmichael versucht sich weiter an der Therapie von Root, was sich etwas schwierig gestaltet, weil das, was sie sagt, ja überhaupt nicht verrückt ist, sondern absolut der Realität entspricht. Die Maschine warnt sie davor, dass der Auftragskiller Hersh im Namen der Regierung ihr auf den Fersen ist. Deshalb bereitet Root ihre Flucht aus der Psychiatrie vor. Nichts ahnend davon gehen Reese und Finch in New York weiter ihrer Arbeit nach. Ian Murphy ist ein Playboy, der sich sehr genau auf die Wünsche und Vorstellungen seiner Freundinnen, von denen er so einige hat, einstellt. Die Frage ist: Ist er auch ein Stalker und potenzieller Mörder? Um die Antwort darauf zu finden, legen John und Harold drei unwiderstehliche Köder aus – Joss Carter, Sameen Shaw und Zoe Morgan. |           |                                                   |                     |                      |                                       |                      |                                        |                 |
| 49 | 4         | Rätsel um Vanessa                                 | Reasonable Doubt    | 15. Okt. 2013        | 21. Apr. 2014                         | Stephen Williams     | Melissa Scrivner Love                  | 12,69 Mio.      |
| Die Maschine gibt Finch, Reese und Shaw die Nummer von Vanessa Watkins. Watkins ist eine ehemalige Staatsanwältin, die einen bekannten Strafverteidiger geheiratet hat. Dieser ist vor ein paar Tagen angeblich bei einem Unfall auf ihrer gemeinsamen Yacht über Bord gegangen. Die Polizei glaubt Watkins das aber nicht, sondern geht davon aus, dass sie ihren Ehemann wegen der Lebensversicherung ermordet hat. Die Maschine hat ihre Nummer aber erst ausgespuckt, nachdem der Vorfall auf der Yacht bereits passiert war. Damit stellt sich dem Team um Finch einmal mehr die Frage: Haben sie es mit einer Täterin zu tun, die erneut morden wird? Mit einer Unschuldigen, deren Leben in Gefahr ist? Oder mit einer Kreuzung zwischen beiden Optionen? |           |                                                   |                     |                      |                                       |                      |                                        |                 |
| 50 | 5         | Leib und Seele                                    | Razgovor (Разговор) | 22. Okt. 2013        | 28. Apr. 2014                         | Kenneth Fink         | David Slack                            | 13,17 Mio.      |
| Die neue Nummer, die Finch von der Maschine erhält, ist keine normale Sozialversicherungsnummer, sondern steht für eine russische Immigrantin: Genrika „Gen“ Zhirova. Zur großen Überraschung aller handelt es sich dabei jedoch um ein zehnjähriges Mädchen. Und vor allem Shaws Überraschung wächst ins Unermessliche, als dieses kleine Mädchen, welches bei einem drogensüchtigen Cousin lebt, nicht nur Spionin als ihren Traumberuf angibt, sondern tatsächlich bemerkenswerte Agentenfähigkeiten an den Tag legt. Allerdings scheint es genau diese Leidenschaft fürs Agentenspielen zu sein, die Gen in große Gefahr bringt. Shaw muss ihre Abneigung gegen Kinder und ihre kalte, distanzierte Art ablegen, wenn sie dem Mädchen helfen will. Unterdessen arbeitet Carter weiter daran, dem Kopf von „HR“ auf die Schliche zu kommen. Sie beobachtet, wie Simmons und Yogorov ein Treffen zwischen „HR“ und der Russen-Mafia auf aller höchster Ebene vereinbaren, um ein neues Geschäft einzufädeln. |           |                                                   |                     |                      |                                       |                      |                                        |                 |
| 51 | 6         | Tote leben länger                                 | Mors Praematura     | 29. Okt. 2013        | 5. Mai 2014                           | Helen Shaver         | Dan Dietz                              | 12,00 Mio.      |
| Finch und Reese entdecken, dass Shaw von Root entführt worden ist. Bald schon findet Reese jedoch Anzeichen dafür, dass die beiden Frauen jetzt zusammenarbeiten. Root hat nämlich in der Tat Shaw davon überzeugt, dass sie im Auftrag der Maschine tätig ist. Und dass es um eine Mission geht, von welcher der Fortbestand der Maschine und damit das Überleben tausender Menschen abhängt. Während Reese die beiden Frauen sucht, ist Finch damit beschäftigt, sich um eine neue Nummer zu kümmern: Er hat sich undercover bei Timothy Sloan eingeschleust, der als Nachlassermittler für die Stadt tätig ist, um die Erben von Verstorbenen zu finden. Als Finch Sloan bei einem Einbruch beobachtet, kommt heraus, dass dieser den Mord an seinem Pflegebruder Jason Greenfield aufzuklären versucht. Und dass es möglicherweise genau diese Ermittlungen sind, die ihn nun selbst in Lebensgefahr bringen... |           |                                                   |                     |                      |                                       |                      |                                        |                 |
| 52 | 7         | Punktlandung                                      | The Perfect Mark    | 5. Nov. 2013         | 12. Mai 2014                          | Stephen Surjik       | Sean Hennen                            | 11,79 Mio.      |
| Hayden Price arbeitet als Hypnotherapeut, setzt seine Fähigkeiten jedoch auch für kriminelle Zwecke ein. Hayden benutzt Informationen, die er in den Hypnose-Sitzungen abgreift, um beispielsweise die Sicherheitsfragen beim Online-Zugriff auf die Bankkonten seiner Patienten austricksen zu können. Außerdem will er einen letzten großen Beutezug wagen, um sich mit seiner Freundin Natalie ins Ausland absetzen zu können. Sein Opfer soll ein schwedischer Kunsthändler sein, der bei ihm in Behandlung ist. Was er jedoch nicht ahnt: der Schwede betreibt Geldwäsche für „HR“. Das Geld gehört also den korrupten Cops. Und die setzen den kleinen Betrüger natürlich prompt auf ihre Abschussliste. Erst mit der Hilfe von Carter, gelingt es Reese, Shaw und Finch endlich, die Hintergründe des Komplottes vollständig zu verstehen und rechtzeitig eingreifen zu können. |           |                                                   |                     |                      |                                       |                      |                                        |                 |
| 53 | 8         | Endspiel                                          | Endgame             | 12. Nov. 2013        | 19. Mai 2014                          | Sylvain White        | Nic Van Zeebroeck & Michael Sopczynski | 12,60 Mio.      |
| Carter setzt im Alleingang ihren Feldzug gegen HR fort. Gegenüber Quinn tut sie so, als ob sie die Ermittlungen gegen die Mörder Cals eingestellt habe. Tatsächlich verfolgt sie die Spur jedoch weiter. Sie findet heraus, dass HR das Syndikat von Peter Yogorov mit dem Mord beauftragt hat. Sie nutzt einen finanziellen Disput zwischen HR und den Russen, um Zwietracht zwischen beiden Gruppen zu säen. Dann überfällt sie einen Drogentransport der Russen und spielt ihnen – mit Unterstützung von Elias – Informationen über HR zu. Ein Krieg beider Gruppen steht unmittelbar bevor. Carter verzichtet dabei leider auch auf die Hilfe von John, weil sie fürchtet, dass HR Beweise für ihre Zusammenarbeit finden könnte, um sie – wegen der Komplizenschaft mit einem vermeintlichen Kriminellen – zu diskreditieren. Reese und Finch merken jedoch schon bald, welchen Schaden sie angerichtet hat, als die Maschine ihnen schlagartig 38 neue Nummern zukommen lässt. |           |                                                   |                     |                      |                                       |                      |                                        |                 |
| 54 | 9         | Scheidewege                                       | The Crossing        | 19. Nov. 2013        | 26. Mai 2014                          | Fred Toye            | Denise Thé                             | 12,28 Mio.      |
| Reese und Carter versuchen, Quinn zum FBI zu bringen. Doch Simmons macht ihnen die Aufgabe so schwer, wie er nur eben kann. Er lässt „HR“ die U-Bahn-Verbindung nach Manhattan kappen und Straßenblockaden errichten. Außerdem verteilt er Johns Foto in der Unterwelt – inklusive des Versprechens auf ein saftiges Kopfgeld. Quinn und Carter will er lebend. Aber der „Mann im Anzug“ soll um jeden Preis sterben. Kein Wunder also, dass Finch schon bald eine neue Nummer erhält, beziehungsweise sogar eine ganze Reihe davon, die sich alle auf Tarnidentitäten einer Person beziehen: auf die von John. Er selbst ist auf einmal die „Person of Interest“. Finch schickt ihm Shaw und Fusco zur Hilfe. Tatsächlich gelingt es Letzterem, John beim Durchbrechen einer Straßensperre zu helfen. Dadurch gerät er jedoch selbst in die Hände von Simmons Schergen... |           |                                                   |                     |                      |                                       |                      |                                        |                 |
| 55 | 10        | Teufels Beitrag                                   | The Devil’s Share   | 26. Nov. 2013        | 2. Juni 2014                          | Chris Fisher         | Amanda Segel & Jonathan Nolan          | 11,89 Mio.      |
| Das Team ist nach dem Tod von Detective Carter zu allem bereit, doch macht sich Finch berechtigte Sorgen, dass eines seiner Teammitglieder im Kampf gegen HR eventuell zu weit gehen könnte, als von der Maschine die Nummer des New Yorker Polizisten Patrick Simmons ausgespuckt wird, dem Mann, der für Carters Ermordung verantwortlich ist. Reese, der noch nicht vollständig genesen ist, macht sich trotz seiner Verletzung auf einen grausamen Rachefeldzug. Um Simmons Fluchtplan in Erfahrung zu bringen, muss er allerdings mit dessen ehemaligen Chef Quinn sprechen. Doch der befindet sich mittlerweile in Gewahrsam des U.S. Marshals Service. Um John irgendwie von seinem Massaker abzubringen, sieht Finch sich dazu gezwungen, das Schlimmste zu tun, was ihm auch nur in den Sinn kommt – und so geht er eine Kooperation mit Root ein. |           |                                                   |                     |                      |                                       |                      |                                        |                 |
| 56 | 11        | Fluss des Vergessens                              | Lethe               | 17. Dez. 2013        | 9. Juni 2014                          | Richard J. Lewis     | Erik Mountain                          | 12,40 Mio.      |
| Carters Tod macht allen schwer zu schaffen. Reese hat sich nach Colorado abgesetzt, wo er sich in der Bar, die sein Vater früher immer aufsuchte, volllaufen lässt. Finch zürnt der Maschine und ignoriert ihre Anrufe, während Shaw ungeduldig auf die nächste Mission wartet. Es ist Root, die Finch schließlich dazu bewegt, sich auf die nächste Nummer einzulassen. Und diese hat es gleich in sich: Arthur Claypool wird wegen eines Gehirntumors im Krankenhaus behandelt. Er hat nur noch Wochen zu leben. Trotzdem scheint es jemand auf ihn abgesehen zu haben. Shaw fällt es gar nicht so leicht, überhaupt an Arthur heranzukommen, da er von einer Abordnung des Secret Service bewacht wird. Soll diese ihn vor einer Gefahr beschützen? Oder geht es darum, dass die Agenten ihn am Ausplaudern von Regierungsgeheimnissen hindern sollen? Arthur hatte immerhin als IT-Fachmann für die NSA gearbeitet. Und durch den Hirntumor ist in seinem Verstand einiges durcheinandergeraten. Sogar seine Frau Diane hat er vollständig vergessen. Dafür kann er sich sehr gut an jemand anderen erinnern ...             |           |                                                   |                     |                      |                                       |                      |                                        |                 |
| 57 | 12        | Aletheia                                          | Aletheia            | 7. Jan. 2014         | 16. Juni 2014                         | Richard J. Lewis     | Lucas O’Connor                         | 12,10 Mio.      |
| Reese und Fusco sitzen nach ihrer kleinen Schlägerei in Colorado im Knast und können nicht im Entferntesten ahnen, was ihren Kollegen in New York widerfährt. Finch, Shaw und Claypool sind derweil in den Händen von Hersh und dessen Chefin Control, der Leiterin der Intelligence Support Activity. Control will die Kontrolle über die Maschine erlangen. Plan B ist der Zugriff auf die Laufwerke, die Claypool vor der Beendigung seines Projekts beiseite geschafft hat – und in denen der Kern einer zweiten Maschine, Samariter, liegt. Bevor Hersh mit dem Verhör beginnen und Shaw auf Befehl von Control hin exekutieren kann, stürmt jedoch Root in das Zimmer – und kann die drei Gefangenen mit Waffengewalt befreien. Sie selbst wird dabei angeschossen und findet sich bald in einer Zelle wieder, wo Control sie einem psychologischen Verhör unterzieht. Die anderen fahren unterdessen zu der Bank, wo Claypool die Laufwerke in einem Schließfach untergebracht hat. Unglücklicherweise weiß davon auch Vigilance. Unter Führung von Peter Collier überfallen diese die Bank – und verschanzen sich darin. |           |                                                   |                     |                      |                                       |                      |                                        |                 |
| 58 | 13        | Ich helfe Menschen                                | 4C                  | 14. Jan. 2014        | 23. Juni 2014                         | Stephen Williams     | Melissa Scrivner-Love                  | 12,54 Mio.      |
| Offensichtlich hat die Maschine Johns Kündigung nicht registriert und ihm eine „relevante“ Nummer untergejubelt. Als er nach Istanbul fliegen will, bucht sie ihn um in die erste Klasse eines Flugs nach Rom. Hier haben es gleich drei verschiedene Parteien auf Owen Mathews, einen jungen Mann auf Sitz 4C abgesehen, der von U.S. Marshals begleitet, zum Internationalen Gerichtshof gebracht werden soll. Er hatte einen Internet-Drogenhandel aufgezogen. Wider Willen ist John die nächsten neun Stunden mit nervigen Mitreisenden und diversen Attentätern beschäftigt. Shaw macht in New York Hintergrundrecherchen zu den Attentätern. Ein ziemlich furioses Finale bringt John erneut in Kontakt mit Finch. |           |                                                   |                     |                      |                                       |                      |                                        |                 |
| 59 | 14        | Provenienz                                        | Provenance          | 4. Feb. 2014         | 30. Juni 2014                         | Jeffrey Hunt         | Sean Hennen                            | 12,35 Mio.      |
| Nach der Rückkehr aus Italien gibt die Maschine dem Team die Nummer einer jungen Hongkong-Chinesin, die erst seit kurzem in New York lebt. Zunächst wirkt Kelly Lee wie eine harmlose Eventplanerin. Doch die Ereignisse entwickeln sich rasend schnell und zwingen Finch, Reese und Shaw zu einem raffinierten Raubzug à la „Mission Impossible“. |           |                                                   |                     |                      |                                       |                      |                                        |                 |
| 60 | 15        | Bei Anruf Mord                                    | Last Call           | 25. Feb. 2014        | 7. Juli 2014                          | Jeff T. Thomas       | Dan Dietz                              | 11,00 Mio.      |
| Diesmal ermittelt Harold Finch undercover in einer Polizeinotrufzentrale. Sandra Nicholson, eine leitende Telefonistin, wird erpresst. Shaw und Reese versuchen, einen Jungen zu befreien, der als Druckmittel gegen sie verwendet wird. Finch muss inzwischen den cleveren Hacker finden, der hinter der Erpressung steckt. Fusco genießt für die Verhaftung von Simmons hohes Ansehen bei den Kollegen und hilft einem jungen Kollegen bei seiner ersten Mordermittlung. Schließlich laufen alle Fäden zusammen zu einem explosiven Finale und zu einem noch unbekannten Gegner. |           |                                                   |                     |                      |                                       |                      |                                        |                 |
| 61 | 16        | 2010: Das Jahr, in dem wir fast Kontakt aufnahmen | RAM                 | 4. März 2014         | 14. Juli 2014                         | Stephen Surjik       | Nic Van Zeebroeck & Michael Sopczynski | 10,64 Mio.      |
| Es geht zurück ins Jahr 2010, kurz nach dem Anschlag auf die Fähre, bei dem Nathan Ingram starb und Harold Finch schwer verletzt wurde. Harold übernahm als Vermächtnis von Nathan die Hilfe für die „irrelevanten“ Nummern der Maschine und heuerte als Unterstützung Rick Dillinger an, einen ehemaligen Soldaten. Sie wollen Daniel Casey retten, einen jungen Computerhacker, der sowohl von John Reese und Kara Stanton im Auftrag der CIA als auch durch Agenten von Decima Technologies verfolgt wird. Er hat im Auftrag der Regierung versucht, Harolds Maschine zu hacken und einen Teil des Codes auf einem Laptop mitgenommen, als er untertauchte. Es ist dasselbe Laptop, das John und Kara später in Ordos aufspüren sollen. |           |                                                   |                     |                      |                                       |                      |                                        |                 |
| 62 | 17        | und/oder                                          | / (Root Path)       | 18. März 2014        | 21. Juli 2014                         | Jeff Gibson          | David Slack                            | 10,94 Mio.      |
| Diesmal steht Roots Mission für die Maschine im Mittelpunkt. Sie war inzwischen in Japan und hat von dort den Hacker Dyson mitgebracht. In Indiana fängt sie eine Botschaft für einen Mitarbeiter des Verteidigungsministeriums ab, die sie nach New York führt. Dabei interessiert sie sich für dieselbe Person, die die Maschine Finch, Reese und Shaw als neuen Klienten gegeben hat. Der Hausmeister Cyrus Wells ist ins Visier von Vigilance geraten. Dieser Fall konfrontiert Root mit ihrer Vergangenheit als Auftragsmörderin und treibt die Entwicklung von Samaritan durch Decima Technologies als gefährliche Konkurrenz zu Finchs Maschine voran. |           |                                                   |                     |                      |                                       |                      |                                        |                 |
| 63 | 18        | Allein gegen die UNO                              | Allegiance          | 25. März 2014        | 28. Juli 2014                         | Jeffrey Hunt         | Tony Camerino                          | 12,23 Mio.      |
| Auch diesmal geht es um die Vervollständigung von Samaritan. Root versucht John Greer – eine der führenden Personen hinter Decima Technologies – auszuschalten. Vordergründig aber helfen Finch, Shaw, Fusco und Reese einer jungen Ingenieurin. Maria Martinez errichtet für eine private Firma Wasserkraftwerke im Nahen Osten. Sie will nun ihren ehemaligen Dolmetscher Omar Risha aus der amerikanischen Abschiebehaft für Terrorismusverdächtige befreien, was sie zur Zielscheibe von Söldnern der Fremdenlegion macht. Schließlich muss das Team zu ihrem Schutz sogar den Hauptsitz am United Nations Plaza in New York stürmen. |           |                                                   |                     |                      |                                       |                      |                                        |                 |
| 64 | 19        | Frank Mercer und Betty Harris                     | Most Likely To…     | 1. Apr. 2014         | 4. Aug. 2014                          | Kevin Hooks          | Melissa Scrivner-Love & Denise Thé     | 11,45 Mio.      |
| Diese Mission startet mit einem Fehlschlag, Leona Wainwright, Regierungsangestellte aus Washington wird direkt vor Reese und Shaw in die Luft gesprengt. Sie war für Personalangelegenheiten und Sicherheitsfreigaben zuständig und wurde ein Opfer von Vigilance. Die Bürgerwehr gegen staatliche Überwachung versucht mit allen Mitteln das geheime Überwachungssystem zu finden und die dafür Verantwortlichen zu enttarnen. Finch sendet Reese und Shaw undercover zu einem Highschool-Jahrgangstreffen nach Westchester County, um Mathew Reed zu beschützen, einen New Yorker Staatsanwalt. Er selbst versucht, mit Lieutenant Fusco in Washington D.C. den Attentätern auf die Spur zu kommen. |           |                                                   |                     |                      |                                       |                      |                                        |                 |
| 65 | 20        | Falle Washington                                  | Death Benefit       | 15. Apr. 2014        | 11. Aug. 2014                         | Richard J. Lewis     | Erik Mountain & Lucas O’Connor         | 10,74 Mio.      |
| Vigilance hat streng vertrauliche Papiere über „Programme“ der Regierung in die Hände bekommen und an die Medien gegeben. Der folgende Überwachungsskandal zwingt „Control“, die Bearbeitung der relevanten Nummern mit Terrorwarnungen einzustellen. Die Maschine schickt diese Nummern darum an Root und Shaw. Finch und Reese sollen sich inzwischen in Washington um einen Kongressabgeordneten kümmern. Roger McCourt ist Vorsitzender des Komitees, dass neue Gesetzentwürfe einbringt und ein Gegner staatlicher Überwachung. Darum könnte Decima Technologies hinter ihm her sein. Inzwischen ist Samaritan nämlich einsatzbereit und braucht nur noch politische Erlaubnis für den Zugang zu den Überwachungsfeeds der Regierung. Greer, Operationsleiter von Decima Technologies, hat Senator Garrison, der bereits das Projekt Northern Lights unterstützte, für sich gewonnen. So scheint der Kongressabgeordnete das letzte Hindernis für Samaritan zu sein. Diesmal ist allerdings nicht sicher, ob Finch und Reese Retter oder Bedrohung für McCourt sind.                                                        |           |                                                   |                     |                      |                                       |                      |                                        |                 |
| 66 | 21        | Samaritan sieht alles                             | Beta                | 29. Apr. 2014        | 18. Aug. 2014                         | Frederick E. O. Toye | Sean Hennen & Dan Dietz                | 11,31 Mio.      |
| Decima Technologies hat erreicht, das Samaritan für einen 24-Stunden-Testlauf die Überwachungsfeeds der Regierung für New York bekommt. Senator Garrison möchte als Testergebnis einen Terroristen enttarnt haben. Greer, Operationsleiter von Decima Technologies, sucht aber in erster Linie nach Harold Finch und seinen Verbündeten, denn er weiß, dass Harolds Maschine das einzige Hindernis für seine Alleinherrschaft über alle Informationen ist. Da Samaritan Finch nicht finden kann, liefert es Grace Hendricks, seine Verlobte. Harold hält sie seit dem Bombenanschlag auf die Fähre 2010 in dem Glauben, er sei tot, um sie zu schützen. Reese, Shaw, Root und Fusco versuchen Grace zu verstecken, sind aber selbst im Fadenkreuz von Samaritan. Root kann im Auftrag der Maschine sieben Server aus einer Lieferung für das Samaritan-System abfangen. |           |                                                   |                     |                      |                                       |                      |                                        |                 |
| 67 | 22        | Rache auf Eis                                     | A House Divided     | 6. Mai 2014          | 25. Aug. 2014                         | Chris Fisher         | Amanda Segel                           | 10,50 Mio.      |
| Root setzt drei brillante junge Hacker: Dyson, Daniel Casey und Jason Greenfield auf die Rechenserver von Samaritan an, um sie umzuprogrammieren. Finch ist in der Gewalt von Decima Technologies. Shaw soll die neuesten Nummern beschützen, ausgerechnet Control und Senator Garrison. Sie treffen sich mit dem Sicherheitsberater des Präsidenten, Riviera, und dem NSA-Direktor Holcomb in New York, um den uneingeschränkten Zugang Samaritans für die Überwachungsdaten zu bekommen. Doch dann schlägt Vigilance zu. In Rückblenden wird die Motivation des Vigilance-Anführers Peter Collier deutlich, der die willkürliche Verhaftung seines Bruders als vermeintlicher Terrorist und damit die Regierung für dessen Selbstmord verantwortlich macht. |           |                                                   |                     |                      |                                       |                      |                                        |                 |
| 68 | 23        | Deus Ex Machina                                   | Deus Ex Machina     | 13. Mai 2014         | 1. Sep. 2014                          | Chris Fisher         | Greg Plageman & David Slack            | 10,95 Mio.      |
| Vigilance hat Control, Senator Garrison, den Sicherheitsberater Riviera, Decima-DOO Greer und Harold Finch gekidnappt. NSA-Direktor Holecombe starb schon bei der Entführung. Peter Collier inszeniert einen Schauprozess mit ebenfalls entführten Geschworenen und Journalisten, der zudem weltweit live übertragen werden soll. Darin will der Vigilance-Anführer beweisen, dass es ein weltweites Überwachungssystem gibt, das sämtliche Bürgerrechte verletzt und die Verantwortlichen verurteilen und hinrichten. Während Reese gemeinsam mit Agent Hersh versucht, den Prozessort zu finden, installieren Shaw und Root die veränderten Server in einem von Samaritans Standorten. Decima-Agenten eilen zur Rettung von Greer, Control und Senator Garrison herbei und Samaritan bekommt die weltweiten Datenfeeds – die Maschine und ihre Helfer werden zu Gejagten. Greer hofft, die Menschheit einer neuen Ordnung durch Samaritan zu unterwerfen, die einzig der Vernunft verpflichtet sein soll. |           |                                                   |                     |                      |                                       |                      |                                        |                 |

## Staffel 4
Die Erstausstrahlung der vierten Staffel war vom 23. September 2014 bis zum 5. Mai 2015 auf dem US-amerikanischen Sender CBS zu sehen. Die deutschsprachige Erstausstrahlung der ersten Episode sendete der deutsche Free-TV-Sender RTL am 24. März 2015. Die restlichen Episoden wurden vom 30. März bis zum 17. August 2015 auf dem Pay-TV-Sender RTL Crime erstausgestrahlt.
| Nr. (ges.) | Nr. (St.) | Deutscher Titel                           | Originaltitel       | Erstausstrahlung USA | Deutschsprachige Erstausstrahlung (D) | Regie                | Drehbuch                              | Zuschauer (USA) |
| --- | --------- | ----------------------------------------- | ------------------- | -------------------- | ------------------------------------- | -------------------- | ------------------------------------- | --------------- |
| 69 | 1         | … und die im Lichte sieht man nicht       | Panopticon          | 23. Sep. 2014        | 24. März 2015                         | Richard J. Lewis     | Greg Plageman & Erik Mountain         | 10,58 Mio.      |
| Auf den sieben Servern, die Root Samaritan untergeschoben hat, sind neue Identitäten für die drei jungen Hacker sowie Finch, Shaw, Root und Reese als „irrelevant“ markiert. So kann Samaritan sie nicht finden. Dafür jagt es mit Hilfe seiner Agenten alle Personen weltweit, die auch nur vermuten, dass es ein Überwachungssystem gibt. Shaw ist nun Kosmetikverkäuferin, Harold Finch Hochschuldozent Whistler und John Reese wurde zu Detective Riley beim Drogendezernat. Während Harold nur unauffällig überleben will, bekommt John eine neue Sozialversicherungsnummer von der Maschine. Ali Hassan, Inhaber eines Computerladens soll für die aufstrebende Verbrecherbande „Brotherhood“ ein abhörsicheres Telefonnetz installieren. Als Druckmittel entführen sie seinen Sohn. Schließlich muss John sogar die Hilfe von Gangsterboss Elias suchen, um ihn zu finden. |           |                                           |                     |                      |                                       |                      |                                       |                 |
| 70 | 2         | Nautilus                                  | Nautilus            | 30. Sep. 2014        | 30. März 2015                         | Chris Fisher         | Melissa Scrivner-Love & Dan Dietz     | 10,72 Mio.      |
| Dank Hassans Telefonnetz können sich die Teammitglieder nun wieder verständigen, ohne von Samaritan abgehört zu werden. John wird für die Brotherhood-Verhaftung befördert ins Morddezernat als neuer Partner von Lieutenant Fusco. Allerdings wurde eine ehemalige Ermittlerin des UN-Tribunals und Decima-Agentin, Martine Rousseau, auf seine Aktion aufmerksam. Shaw fährt für eine Einbrecherbande das Fluchtfahrzeug. Die Maschine gab Harold den Hinweis auf eine seit Jahrzehnten vergessene U-Bahn-Wartungsstation, in der er das neue Untergrund-Hauptquartier einrichtet. Die nächste Person, die ihren Schutz braucht, ist die Collegestudentin Claire Mahoney. Sie ist außergewöhnlich begabt in Mathematik, Schach und Computern. Nach einer persönlichen Tragödie sucht sie einen neuen Lebenssinn und lässt sich auf eine lebensgefährliche Schnitzeljagd durch New York ein, im Zeichen der Nautilusmuschel. |           |                                           |                     |                      |                                       |                      |                                       |                 |
| 71 | 3         | Gefühl und Gewissen                       | Wingman             | 7. Okt. 2014         | 6. Apr. 2015                          | Frederick E. O. Toye | Amanda Segel                          | 9,63 Mio.       |
| John und Fusco geraten in den Fokus ihres neuen Captains Moreno, weil John weiter mit seinen unorthodoxen Methoden auf Verbrecherjagd geht. John gelobt Besserung und versucht nun Verbrecher regelgerecht zu überführen. Harold setzt deshalb Fusco und Shaw auf den nächsten Fall an. Die Maschine machte sie auf André Cooper aufmerksam, einen ehemaligen Hafenangestellten, der nun als Date-Doktor – ein sogenannter Wingman – arbeitet. Fusco muss seinen Klienten spielen. Beide geraten in Gefahr, da Cooper bei seiner Arbeit im Hafen Waffenschmugglern in die Quere kam, die seinen Freund Milo Jacobs ermordeten. Unterdessen geht Root im Auftrag der Maschine mit dem widerwilligen Harold selbst unter die Waffenhändler. |           |                                           |                     |                      |                                       |                      |                                       |                 |
| 72 | 4         | Beschützt die Nacht ihre Kinder?          | Brotherhood         | 14. Okt. 2014        | 13. Apr. 2015                         | Chris Fisher         | Denise Thé                            | 9,72 Mio.       |
| Harold bekommt den Hinweis, dass zwei Kinder in Gefahr sind, die 8-jährige Tracey und ihr 14-jähriger Bruder Malcolm Booker. Sie haben auf dem Schulweg einen misslungenen Drogendeal zwischen den Armeniern und Brotherhood beobachtet und sind nach der Schießerei mit dem Drogengeld geflohen. Mit der halben Million Dollar wollen sie einen teuren Anwalt bezahlen, der ihre Mutter aus dem Gefängnis holt, damit sie nicht länger in Pflegefamilien leben müssen. John tut sich mit der ermittelnden DEA-Agentin Erica Lennox zusammen, um Geld und Kinder aufzuspüren. Shaw übernimmt den einzigen Überlebenden der Schießerei „Mini“, um an den Brotherhood-Boss Dominic zu kommen. Doch die DEA hat einen Maulwurf in ihren Reihen und Elias ist nicht so hilfreich, wie Harold hofft. |           |                                           |                     |                      |                                       |                      |                                       |                 |
| 73 | 5         | Propheten                                 | Prophets            | 21. Okt. 2014        | 20. Apr. 2015                         | Kenneth Fink         | Lucas O’Connor                        | 9,40 Mio.       |
| John hat wieder mal einen Straftäter angeschossen und nun die Dienstaufsicht und eine Psychiaterin, Dr. Iris Campbell am Hals. Shaw und Harold müssen eng mit Root zusammenarbeiten, als sie den Wahlkampfberater Simon Lee beschützen. Bei der Gouverneurswahl für New York gewann entgegen Lees Berechnungen Michelle Perez, die Gegenkandidatin – Er vermutet Manipulationen, doch die Macht dahinter verfügt über alle Mittel zur Vertuschung bis hin zu Mord. Lee ist letztlich nur eine Schachfigur in einem größeren Spiel und das Team der Maschine nicht mehr am längeren Hebel. In Rückblicken ins Jahr 2001 wird erzählt, wie schwer es Harold fiel, seiner Maschine beizubringen, Menschenleben zu achten. Eine Erziehungsmaßnahme, die für Samaritan niemand unternommen hat. |           |                                           |                     |                      |                                       |                      |                                       |                 |
| 74 | 6         | Detectiv Forge                            | Pretenders          | 28. Okt. 2014        | 27. Apr. 2015                         | Stephen Surjik       | Ashley Gable                          | 9,72 Mio.       |
| Harold fliegt nach Hongkong zu einer Computerkonferenz, wo er auf Elisabeth Bridges trifft, die Chefin der Softwarefirma Geospatial. Beide kommen sich mit einigen Hintergedanken näher – ein Wiedersehen in New York ist zu erwarten. So muss Shaw an ihrem freien Tag an den Rechner im Hauptquartier, während John und Fusco mehr als genug Action erleben. Der Schutzbefohlene Walter Dang ist ein unscheinbarer Versicherungsmann, der aber seiner verehrten Kollegin Elena zuliebe den vorgeblichen Selbstmord ihres Bruders Abel Mindler untersucht. Dafür gibt er sich sogar als Detective aus. Abel war ein arbeitsloser Truckfahrer, der bei einem Gelegenheitsjob einem Chicagoer Waffenhändler in die Quere kam. Jemand in New York hat 100 Spezialwaffen mit panzerbrechender Explosivmunition bestellt, eine Gefahr, die sogar Elias auf den Plan ruft. |           |                                           |                     |                      |                                       |                      |                                       |                 |
| 75 | 7         | Eine Krähe hackt der anderen ein Auge aus | Honor Among Thieves | 11. Nov. 2014        | 4. Mai 2015                           | Sylvain White        | David Slack                           | 9,11 Mio.       |
| Shaw quittiert ihren Dienst beim Einbrecher Romeo, weil er sich nicht an Absprachen hielt. Das gibt ihr Gelegenheit, bei der nächsten Nummer der Maschine einzusteigen. Tomas Koroa firmiert als Weinhändler, ist aber nach Feierabend Kopf einer internationalen Einbrecherbande. Der aktuelle Diebstahl bringt ihn ins Fadenkreuz seiner Bandenmitglieder und zweier Regierungsagenten, die die relevanten Ziele verfolgen. John und Fusco müssen als Verstärkung eingreifen. Harold ist etwas überlastet, weil er zeitgleich ein zweites Unternehmen im Auge behalten muss. Der neue New Yorker Gouverneur, Nicholas Dawson, arbeitet unbewusst für Samaritan und John Greer. Er spendete dem Computerexperten Jared Wilkins 12 Millionen Dollar für ein scheinbar rein wohltätiges Bildungsprojekt. Root arbeitet sich als Kindermädchen an Wilkins heran und Harold versucht unter den Augen von Samaritan das Projekt zu sabotieren. |           |                                           |                     |                      |                                       |                      |                                       |                 |
| 76 | 8         | Ausgangspunkt                             | Point of Origin     | 18. Nov. 2014        | 11. Mai 2015                          | Richard J. Lewis     | Tony Camerino                         | 9,87 Mio.       |
| John hat die Stelle als Ausbilder in der Polizeiakademie angenommen, um eine Rekrutin zu überwachen, Dani Silva. Als er ein Attentat auf sie verhindert, ist gerade Johns Psychiaterin Dr. Iris Campbell bei ihm, was ihr eine neue Perspektive auf seinen „Heldenkomplex“ gibt. Der Fall ist eng verknüpft mit der Brotherhood-Gang. Ihr Boss Dominic hat inzwischen den Großteil der New Yorker Unterwelt in der Hand und macht sich auf die Jagd nach Elias. Shaw geriet durch ihren letzten Einsatz mit Tomas Koroa ins Blickfeld von Samaritan. Sie verhinderte, dass Greer von Decima Technologies ein hochgefährliches Virus in die Hände bekam, deshalb setzt er Agentin Martine Rousseau auf sie an. Shaw soll der Hebel sein, um das ganze Team im Untergrund aufzuspüren. |           |                                           |                     |                      |                                       |                      |                                       |                 |
| 77 | 9         | Fürchte deinen Nächsten                   | The Devil You Know  | 25. Nov. 2014        | 18. Mai 2015                          | Richard J. Lewis     | Erik Mountain                         | 9,04 Mio        |
| Shaw wird auf ihrer Arbeitsstelle als Kosmetikverkäuferin von der Decima-Agentin Martine Rousseau beschossen und flieht mit Roots Hilfe. Allerdings sieht sie nicht ein, dass sie enttarnt wurde und sich nun im Untergrund verstecken muss. Viel lieber will sie John helfen, der einmal mehr Gangsterboss Carl Elias schützen muss, denn dieser ist das kleinere Übel verglichen mit seinem Widersacher Dominic. Der Brotherhood-Boss hat dank der gestohlenen Akten seines Maulwurfs in der Polizeiakademie alle Verbündeten von Elias identifiziert. Dabei taucht Bruce Moran auf, ein Freund von Elias aus seinen Jugendtagen im Kinderheim. Moran kümmert sich um Elias’ Finanzen und vertrat ihn wohl auch, während er sich nach seiner Flucht aus dem Gefängnis verstecken musste. Dominic will jetzt Elias zur Strecke bringen, um allein die New Yorker Unterwelt zu beherrschen. Nachdem Shaw erneut entkommen konnte, versteht Greer, dass Samaritan einen blinden Fleck hat, wenn es um das Aufspüren von Harold und seinen Freunden geht. Darum gibt er seiner Agentin Rousseau eine ganze Truppe als Verstärkung zur Seite. |           |                                           |                     |                      |                                       |                      |                                       |                 |
| 78 | 10        | Kalter Krieg                              | The Cold War        | 16. Dez. 2014        | 25. Mai 2015                          | Michael Offer        | Amanda Segel                          | 8,94 Mio.       |
| Samaritan will direkten Kontakt zur Maschine. Deshalb sorgt es dafür, dass für einen Tag in New York keinerlei schwere Verbrechen geschehen, indem die Polizei Informationen über geplante Verbrechen bekommt und sich seine Agenten sogar um die „irrelevanten“ Fälle kümmern. Root und John treffen auf die Decima-Agenten Lambert und Rousseau, ohne dass eine Seite die Oberhand gewinnt. So eröffnet Samaritan den Kampf gegen Harolds Maschine, indem er alle New Yorker aufeinanderhetzt. Verkehrschaos und enthüllte Geheimnisse wie die Zeugenschutzliste des U.S. Marshals Service sorgen für etliche Morde. Die Behörden wie auch John, Harold, Fusco und Root sind machtlos. Shaw ist weiter an den Untergrund gebunden, da ihre Tarnung nicht mehr funktioniert. So lässt sich die Maschine über Root auf einen Dialog mit Samaritan ein, der seinerseits Gabriel Hayward, einen hochbegabten Grundschüler als Sprachrohr nutzt. Samaritan kündigt an, die Maschine und ihre Agenten als Konkurrenz auszuschalten und anschließend die Kontrolle über die Menschheit zu übernehmen, um damit alle ihre Probleme wie Krieg, Hunger oder Verbrechen zu lösen. In Rückblicken wird John Greers Vergangenheit als MI6-Agent in den 1970er Jahren gezeigt, die ihn dazu brachte, Samaritan an die Macht zu bringen.                                                         |           |                                           |                     |                      |                                       |                      |                                       |                 |
| 79 | 11        | Wenn-Dann-Sonst                           | If-Then-Else        | 6. Jan. 2015         | 1. Juni 2015                          | Chris Fischer        | Denise Thé                            | 10,08 Mio.      |
| Die Börse bricht zusammen, weil Samaritan ihr Computersystem übernimmt. Die Weltwirtschaft steht vor dem Kollaps. So sehen sich Root, Harold, John und Fusco gezwungen, in die Server der New Yorker Börse einzubrechen, um eine Gegensoftware zu installieren. Root hat Shaw ausgesandt, den dafür nötigen Zugangscode von einem Angestellten zu besorgen, der gerade mit der U-Bahn fährt. Unerfreulicherweise ist im gleichen Wagon ein verzweifelter Mann mit einer Sprengstoffweste, der durch den Börsencrash alles verloren hat. Ausgerechnet Shaw ist auserkoren, ihn gewaltlos davon abzubringen, Selbstmord zu begehen und seine Umgebung in den Tod zu reißen. John Greer hat Samaritan beauftragt, den Börsencrash zu verursachen, um das Team der Maschine in eine tödliche Falle zu locken. Eine Übermacht seiner Agenten wartet schon auf sie. Der Maschine bleiben nur Sekunden, um aus den Tausenden Möglichkeiten eine zu finden, die den Erfolg der Mission und ein Überleben ihrer Verbündeten ermöglicht. Dafür hat Harold ihr 2003 das Schachspiel beigebracht und die Moral, dass Menschen keine ersetzbaren Spielfiguren sind. Doch die Chancen stehen schlecht… |           |                                           |                     |                      |                                       |                      |                                       |                 |
| 80 | 12        | Steuerung-Alt-Löschen                     | Control Alt Delete  | 13. Jan. 2015        | 8. Juni 2015                          | Stephen Surjik       | Andy Callahan                         | 10,16 Mio.      |
| Shaw hat sich geopfert, damit Harolds Team entkommen konnte, nachdem es mit einer Gegensoftware den Börsencrash abwenden konnte. Doch ihre Freunde sind nicht bereit, sie verloren zu geben und suchen nach ihr. Erst in New York, dann auf den Spuren von ISA-Agenten in Washington. Dort arbeitet Control wie zuvor an der Identifikation und Liquidierung von Terrorverdächtigen, allerdings nun mit den Informationen von Samaritan. So lässt sie ihre Agenten eine mutmaßliche Terrorzelle in Detroit ausschalten. Doch ein Verdächtiger kann entkommen. Sie versucht seine Spuren selbst zu ermitteln, bekommt aber den Widerstand von Samaritan zu spüren. Das System hat auch den Börsencrash zum Computerproblem heruntergespielt und Control beginnt ihm zu misstrauen. Als sie den Verdächtigen auf eigene Faust in Detroit zu stellen versucht, können John und Root sie überwältigen, die mit ihrer Hilfe Shaw finden wollen. Doch bald wird klar, dass Control längst die Kontrolle verloren hat. Mike Richelli, der Stabschef des US-Präsidenten bekommt Besuch von Gabriel Hayward, dem jungen Sprachrohr von Samaritan, das unbedingt seinen Chef sprechen möchte. |           |                                           |                     |                      |                                       |                      |                                       |                 |
| 81 | 13        | Tod und Spiele                            | M.I.A.              | 3. Feb. 2015         | 15. Juni 2015                         | Kevin Bray           | Lucas O’Connor                        | 9,28 Mio.       |
| John und Root sind seit fast drei Tagen auf der Suche nach Shaw. Eine vage Spur führt sie in die Kleinstadt Maple im Norden des Staates New York. Dort entdecken sie, dass Samaritan vor sechs Monaten begann, die Kontrolle zu übernehmen und die Menschen wie Laborratten zu manipulieren. Bürgermeister und Polizeichef wurden ausgetauscht, unbequeme Stadträte kaltgestellt, die einstige Textilfabrik stellt jetzt Mikro-GPS-Tracker her. Sie nehmen den Kampf mit Samaritan und ihren Agenten auf, in der Hoffnung, Shaw noch lebend zu finden. Harold unterstützt sie logistisch von New York aus und muss nebenbei Detective Fusco helfen, der sich der neuen Nummer widmet. Dabei handelt es sich um den harmlos wirkenden Albert Weiss, der nur zu Besuch in New York ist. Ihn beobachtet auch Dani Silva, die nicht mehr für die Interne Ermittlung, sondern für die Abteilung Organisierte Kriminalität arbeitet. Sie verlor einen wichtigen Zeugen in einem Gangprozess und sieht eine Verbindung zu Weiss. Nur widerwillig lässt sie sich schließlich von Fusco helfen, lernt am Ende aber den Wert neuer Partner schätzen. |           |                                           |                     |                      |                                       |                      |                                       |                 |
| 82 | 14        | Sorg’ für Mord                            | Guilty              | 10. Feb. 2015        | 22. Juni 2015                         | Kate Woods           | David Slack                           | 9,53 Mio.       |
| Shaw bleibt unauffindbar und Root ist bei der Suche nach ihr nicht zu erreichen. Harold wird von einem Nebeneffekt seiner Tarnidentität eingeholt, bei dem Professor Whistler als Geschworener berufen wird. Seinen Versuch, sich dem zeitraubenden Geschäft zu entziehen, vereitelt offenbar die Maschine, denn die nächste Anwärterin auf eine Rettungsmission sitzt gleich neben ihm in der Jury. Es handelt sich um die pensionierte Englischlehrerin Emma Wake. In einer deutlichen Parallele zum Filmklassiker Die zwölf Geschworenen befindet sich Harold schließlich sehr allein in seiner Auffassung über Schuld oder Unschuld des Angeklagten und sieht sich mit dem Unmut der elf Mitgeschworenen konfrontiert. John recherchiert gemeinsam mit Zoe Morgan die Hintergründe des vor Gericht verhandelten Mordfalls, denn bald wird klar, dass jemand im Hintergrund mit allen Mitteln das Urteil beeinflussen will. Unterdessen untersucht Fusco den Verbleib dreier verschwundener Zeugen, die wohl zu Elias' Netzwerk gehörten. John und Harold wollten den Detective eigentlich nicht länger in ihre gefährlichen Aktivitäten einbeziehen, doch er trifft die Entscheidung selbst. John beginnt, auch nach Abschluss seiner verordneten Behandlung seine Therapeutin Dr. Iris Campbell aufzusuchen.                                                                   |           |                                           |                     |                      |                                       |                      |                                       |                 |
| 83 | 15        | Frage-Antwort-Tod                         | Q & A               | 17. Feb. 2015        | 29. Juni 2015                         | Stephen Semel        | Dan Dietz                             | 9,17 Mio.       |
| John nimmt einen Nebenjob als Sicherheitsmann bei der meistgenutzten Internet-Suchmaschine „fetch and retrieve“ an. Hier arbeitet Anna Mueller, die von der Maschine als neue Klientin ermittelt wurde. Offenbar gelingt es Harolds System allmählich wieder, gefährdete Personen rechtzeitig ausfindig zu machen, trotz der Überwachung durch Samaritan. Auch Anna hat einen Nebenjob: Sie kämpft nach Feierabend im Mixed Martial Arts Ring. So ist unklar, ob ihre Probleme mit Beruf oder Freizeit zu tun haben. Harold findet ein neues Poster mit einem Nautilus-Rätsel. Er folgt der Spur zu Claire Mahoney, der früheren Klientin, die sich damals trotz seiner Hilfe für Samaritan entschied und so zur Samaritan-Agentin wurde. Sie ist nunmehr desillusioniert und bittet ihn um Hilfe bei der Flucht, als sie von einem Scharfschützen angeschossen wird. Harold kann sie in einem Beerdigungsinstitut verstecken. Claire bietet ihm einen Flashdrive mit dem Quellcode von Samaritan an sowie ihre Mitarbeit bei dessen Zerstörung. Harold muss entscheiden, ob er Claire vertrauen kann oder sie nur ein Köder von Samaritan ist, um ihn und das Team endlich auszuschalten. Eine Intervention von Root entscheidet am Ende alles. |           |                                           |                     |                      |                                       |                      |                                       |                 |
| 84 | 16        | Mordspaß                                  | Blunt               | 24. Feb. 2015        | 6. Juli 2015                          | Frederick E. O. Toye | Amanda Segel & Greg Plageman          | 9,63 Mio.       |
| Die Maschine schickt Root auf eine Mission in New York, durch die sie von einer Softwarefirma engagiert wird, die ein neues Sicherheitsprogramm entwickelt. Die Firma gehört Caleb Phipps, dem genialen Programmierer, den Harold als Aushilfslehrer an der Highschool vor zwei Jahren vom Selbstmord abhalten konnte. Dies ist vielleicht eine Chance, Verbündete gegen Samaritan zu finden. John und Harold versuchen, Rose Harper zu helfen. Bald erweist sich aber, dass diese weder so heißt noch eine unschuldige College-Studentin ist. Stattdessen hat sie die Gefahr selbst heraufbeschworen, in der sie sich nun befindet und meint, keine Hilfe zu brauchen. Bei dem Versuch, das mexikanische Parral-Drogenkartell und die Brotherhood-Gangster gegeneinander auszuspielen, droht schließlich ihr Collegefreund Trey unter die Räder zu kommen. So nimmt sie widerwillig Unterstützung von Detective Riley und Fusco an. John kommt so wieder einmal Brotherhood Kingpin Dominic in die Quere, was diesen verärgert. Dominic versucht nämlich, eine legale Fassade für seine kriminellen Geschäfte aufzubauen. |           |                                           |                     |                      |                                       |                      |                                       |                 |
| 85 | 17        | Schicksalsspiele                          | Karma               | 10. März 2015        | 13. Juli 2015                         | Chris Fisher         | Sabir Pirzada & Hillary Benefiel      | 8,67 Mio.       |
| Harold geht zum Psychiater, angeblich um über den Tod seines Freundes und Geschäftspartners Nathan Ingram hinwegzukommen. Doch die neue Zielperson ist der Therapeut, Shane Edwards. Er behandelt kostenlos Opfer mit traumatischen Erfahrungen, was für Harold dunkelste Erinnerungen heraufbeschwört. In Rückblicken ist zu sehen, wie er 2010 Rache nehmen wollte, nachdem die Regierung ein Bombenattentat auf Nathan verübt hatte, bei dem er selbst verkrüppelt wurde. Sein Ziel war Alicia Corwin, der Verbindungsoffizierin der Regierung zum IFT – des Entwicklers der „Maschine“. Nach der Übergabe an die Regierung starben einige der damit beschäftigten Personen durch Unfälle oder Anschläge, um ihre Existenz geheim zu halten. Auch Shane Edwards scheint auf einem Rachefeldzug. Er behandelt nicht nur seinen Patienten, er verfolgt auch ihre Peiniger. Detective Fusco will ihn dabei am liebsten gewähren lassen, um der Gerechtigkeit auf die Sprünge zu helfen. Vor acht Jahren wurde Edwards Frau ermordet und der verurteilte Täter kommt nun frei, was erklärt, warum die Maschine den Psychiater als gefährdet oder gefährlich einstufte. Auch John trifft seine Therapeutin Iris Campbell und führt sie – nicht ohne Hintergedanken – zum Abendessen aus.                                                                                              |           |                                           |                     |                      |                                       |                      |                                       |                 |
| 86 | 18        | Entwischt                                 | Skip                | 24. März 2015        | 20. Juli 2015                         | Helen Shaver         | Ashley Gable                          | 9,15 Mio.       |
| John kümmert sich um Francesca „Frankie“ Wells, eine junge Kellnerin aus Florida, die neu in New York ist. Offenbar ist ihr Leben in Gefahr, da sie einen Kriminellen namens Raymond verfolgt. Es stellt sich heraus, dass er vor einem Prozess in Florida flieht und seine Kaution verfallen lassen will. Frankie ist in Wahrheit als Kopfgeldjägerin hinter ihm her, verfolgt aber noch eigene Motive und trickst John immer wieder aus. Ausgerechnet die Diebin Harper Rose, die im Marihuanageschäft die Gang Brotherhood bestahl, agiert als Fluchthelferin für Raymond. Detective Fusco hat alle Hände voll zu tun, John bei der Suche nach den beiden Frauen zu helfen, damit niemand verletzt wird. Johns Therapeutin Iris Campbell kündigt ihm unvermittelt das Patientenverhältins. Unterdessen verfolgt Harold einen eigenen Plan. Er trifft sich mit der Softwareentwicklerin Elisabeth Bridges, die er auf einer Tagung in Hongkong kennenlernte. Ihre Firma Geospatial arbeitet für eine der Strohfirmen von Samaritan und soll in Kürze ihre Vorhersage-Software in deren System einspielen. Seit ihrem Treffen in Hongkong plant Harold über diesen Weg einen Schlag gegen Samaritan und bittet nun Root um Hilfe. Doch die schmiedet plötzlich Mordpläne, die alles in Frage stellen, was Harold wichtig ist und zwingt ihn zu einer Verzweiflungstat.             |           |                                           |                     |                      |                                       |                      |                                       |                 |
| 87 | 19        | Suchen-Vernichten                         | Search and Destroy  | 7. Apr. 2015         | 27. Juli 2015                         | Stephen Surjik       | Zack Schwartz                         | 8,67 Mio.       |
| Suleiman Khan ist ein Selfmade-Milliardär dessen Antivirus- und Firewallsoftware in fast allen Netzwerken weltweit läuft. Plötzlich steht er unter Verdacht, Firmengelder unterschlagen zu haben, der Aufsichtsrat seiner Firma Castellum entlässt ihn, alle wenden sich von ihm ab und er wird verhaftet. Castellum engagiert Zoe Morgan, um Schaden für die Firma abzuwenden. Was als privater Angriff auf Khan erscheint, entpuppt sich für Harold und John als Feldzug Samaritans gegen ihn. Sie sollen Khan im Auftrag der Maschine schützen, was sie aber selbst in den Fokus von Samaritan rückt, ihre Tarnidentitäten und ihr Leben gefährdet. Root ist im Auftrag der Maschine unterwegs und stiehlt einen Koffer, der mit einem GPS-Tracker ausgestattet ist. Am Ende stehen alle drei in einem Showdown gegen Samaritans Agenten, weil sie entdecken, wie Samaritan die Maschine jagt und warum Khan dieser Jagd im Wege steht. |           |                                           |                     |                      |                                       |                      |                                       |                 |
| 88 | 20        | An der Grenze zu Carter                   | Terra Incognita     | 14. Apr. 2015        | 3. Aug. 2015                          | Alrick Riley         | Erik Mountain & Melissa Scrivner Love | 9,22 Mio.       |
| Bei einer Schießerei sterben zwei Angehörige der Brotherhood von Gangster Dominic durch einen von Elias' Männern. Fusco und Harold ermitteln in dem Fall, um einen Gangsterkrieg zu verhindern. Harold bittet Root um Hilfe, um festzustellen, ob die Maschine nicht richtig funktioniert, weil sie den Anschlag nicht vorhersah. So kümmert sich John allein um die nächste Person, die ihnen die Maschine gab, zumal es sich eigentlich um einen ungelösten alten Mordfall handelt. Die Eltern von Chase Patterson und seine beiden Schwestern wurden vor sieben Jahren in ihrer wohlbewachten Wohnung in der Park Avenue ermordet. Da Chase Streit mit seinen Eltern hatte, war er der Hauptverdächtige und lebte bis vor kurzem in Paris. John findet die Akte des alten Falls in Detective Carters Nachlass und gerät so in Erinnerungen an gemeinsame Ermittlungen im Auftrag der Maschine. Als er Chases Spuren folgt, ergibt sich eine überraschende Lösung des alten Falls und eine gefährliche Situation für John und Chase, die sie nur mit Hilfe guter Freunde überleben können und durch Johns gedankliche Gespräche mit Detective Carter, die seine Gefühlswelt erkunden – das unentdeckte Land des Episodentitels. |           |                                           |                     |                      |                                       |                      |                                       |                 |
| 89 | 21        | Korrektur verändert die Welt – Teil 1     | Asylum              | 28. Apr. 2015        | 10. Aug. 2015                         | Frederick E. O. Toye | Denise Thé & Andy Callahan            | 8,45 Mio.       |
| Der Krieg zwischen Dominics und Elias’ Mafia erreicht eine neue Stufe, als die Mordermittler Fusco und Riley gleich vier tote Gangster der Brotherhood finden. Gleichzeitig erhält Harold die Namen der beiden Gangsterbosse als neue Person of Interest – sicher, weil sie sich nun endgültig gegenseitig umbringen wollen. Beim Versuch, den im Untergrund lebenden Elias in Sicherheit zu bringen, geraten John und Fusco zwischen die Fronten und in die Gewalt von Dominic. In Washington befindet sich derweil Control, die Chefin der Anti-Terror-Agenten, auf der Jagd nach eingeschleusten Spionen von Samaritan in ihrer Organisation. Harold hatte ihr die Augen geöffnet, dass Samaritan seine Informationen auch für eigene Zwecke nutzt und sie zum Werkzeug macht. Dabei erfährt sie, dass in der kommenden Woche, am 6. Mai 2015, eine großangelegte Aktion von Samaritan bevorsteht. Root erhält plötzlich einen Anruf von der seit Monaten verschollenen und für tot gehaltenen Shaw mit der Bitte um Hilfe. Obwohl ihr klar ist, dass es sich vermutlich um eine Falle von Samaritan handelt, muss sie der Spur nachgehen und Harold kann sie dabei nicht im Stich lassen. Das bringt die beiden direkt in die New-Yorker Kommandozentrale von Decima Technologies und stellt die Maschine vor eine schwere Entscheidung.                                        |           |                                           |                     |                      |                                       |                      |                                       |                 |
| 90 | 22        | Korrektur verändert die Welt – Teil 2     | YHWH                | 5. Mai 2015          | 17. Aug. 2015                         | Chris Fisher         | Dan Dietz & Greg Plageman             | 8,18 Mio.       |
| Der 6. Mai 2015, Samaritans Tag der „Bereinigung“ ist gekommen. Control, die Leiterin der ISA in Washington, befürchtet einen ebenso großen Anschlag, wie bei der Auslöschung von Vigilance, der damals Samaritan den Zugang zu den Überwachungsdaten der Regierung einbrachte. Sie vermutet, dass Decima Technologies damit noch mehr Freiheiten und Geld für seine Kontrollmaschinerie bekommen will. Sie versucht, John Greer zu zwingen, die Säuberungsaktion abzusagen. Root und Harold in New York bekommen direkte Verbindung zur Maschine, die von Samaritan landesweit eingekreist wird. Sie hatte sich nicht in einen neuen Server-Bunker verschickt, sondern dezentral im gesamten US-Energienetz versteckt. Samaritan löst nun Stromnetzüberlastungen und Blackouts aus, um sie auszulöschen. Im Wettlauf mit der Zeit suchen Root und Harold Unterstützung, um die Maschine rechtzeitig in ein sicheres Versteck zu bringen. John und Detective Fusco sind mit Elias weiter Geiseln von Dominic, der damit Harold zu sich locken will. Mit unerwarteter Unterstützung können sie sich befreien und Dominic und Elias verhaften. John eilt Harold und Root beim Rettungsversuch für die Maschine zu Hilfe. Fusco muss feststellen, dass Samaritans „Säuberung“ auch die New Yorker Unterwelt zum Ziel hat. Doch am Ende hat Samaritan noch nicht alle Ziele erreicht... |           |                                           |                     |                      |                                       |                      |                                       |                 |

## Staffel 5
Die Erstausstrahlung der fünften Staffel war vom 3. Mai bis zum 21. Juni 2016 auf dem US-amerikanischen Sender CBS zu sehen. Die deutschsprachige Erstausstrahlung sendete der deutsche Pay-TV-Sender RTL Crime vom 1. August 2016 bis 24. Oktober 2016.
| Nr. (ges.) | Nr. (St.) | Deutscher Titel                              | Originaltitel               | Erstausstrahlung USA | Deutschsprachige Erstausstrahlung (D) | Regie          | Drehbuch                              | Zuschauer (USA) |
| --- | --------- | -------------------------------------------- | --------------------------- | -------------------- | ------------------------------------- | -------------- | ------------------------------------- | --------------- |
| 91 | 1         | In der Welt des Feindes                      | B.S.O.D.                    | 3. Mai 2016          | 1. Aug. 2016                          | Chris Fisher   | Greg Plageman & Tony Camerino         | 7,35 Mio.       |
| Mithilfe eines Komprimierungsprogramms konnte Harold den Quellcode der Maschine retten und auf Speicherchips mit Batterieversorgung in einem Koffer sichern. Damit sind er und John auf dem Weg in ihre geheime Basis in der alten U-Bahn-Station, verfolgt von Samaritans Agenten. Da dank der neuen Identitäten das Computersystem von Samaritan sie nicht erkennen kann, suchen die Schergen sie mit Polizeimethoden wie Gesichtserkennung und Fahndungsaufrufen. Auch Root ist auf der Flucht vor den Agenten und versucht mithilfe alter Unterweltkontakte zu entkommen. Detective Fusco hat die Interne Ermittlung der Polizei und das FBI am Hals, weil nach seiner gelungenen Verhaftung der Gangsterbosse Elias und Dominic beide bei einem Fluchtversuch erschossen wurden. In Rückblicken wird klar, warum Harold seine Maschine im Jahr 2006 in Ketten legte, was er heute bedauert. Der Titel im Original ist die Abkürzung für „Blue Screen of Death“, das blaue Fehlerfenster bei Windowscomputern mit Systemabsturz. |           |                                              |                             |                      |                                       |                |                                       |                 |
| 92 | 2         | Motive der Moral                             | SNAFU                       | 9. Mai 2016          | 8. Aug. 2016                          | Chris Fisher   | Lucas O’Connor                        | 5,80 Mio.       |
| Harold und Root bringen in der alten U-Bahn-Station die Maschine wieder zum Laufen. Allerdings hat sie einige Schäden davongetragen und produziert immer neue Fehler. Als sie schließlich wieder „irrelevante“ Personen benennt, macht sie auch hier Fehler, die Detective Fusco und John auf falsche Fährten schicken. Schließlich wendet sich die Maschine sogar gegen das Team. Finch muss versuchen, ihr Vertrauen zurückgewinnen. Der Original-Titel SNAFU ist eine Abkürzung für „Situation Normal, All Fucked Up“; ein Militärbegriff für verfahrene Situationen, die aber zu retten sind. |           |                                              |                             |                      |                                       |                |                                       |                 |
| 93 | 3         | John Reese und das Spiel des Lebens          | Truth Be Told               | 10. Mai 2016         | 15. Aug. 2016                         | Stephen Surjik | Erik Mountain                         | 7,34 Mio.       |
| Die Maschine liefert wieder verlässliche Informationen. Root, John und Detective Fusco kehren ins Rettergeschäft zurück. Root hofft durch die Maschine das von Decima entführte Teammitglied Sameen Shaw wiederzufinden. John bekommt einen Schutzbefohlenen, der ihn mit seiner Vergangenheit als CIA-Agent konfrontiert. Schließlich geraten sie sogar in Konflikt mit Johns einstigem Chef in der Agency, der ihn für tot hält. Unterdessen können Root und Harold Software stehlen, mit der Samaritan elektronische Geräte weltweit infiziert und als Informationsquellen anzapft. Sie hoffen, so eine Schwäche in Samaritans Programmierung zu finden, um die künstliche Intelligenz bekämpfen zu können, die unerkannt die Welt steuert. |           |                                              |                             |                      |                                       |                |                                       |                 |
| 94 | 4         | 6741                                         | 6,741                       | 16. Mai 2016         | 22. Aug. 2016                         | Chris Fisher   | Lucas O’Connor & Denise Thé           | 5,31 Mio.       |
| Diesmal geht es fast ausschließlich um Sameen Shaw, die seit neun Monaten von John Greer und seinem Gefolge gefangen gehalten wird. Sie versuchten, sie zu brechen, um mit ihrer Hilfe das Team um die Maschine aufzuspüren. Denn Samaritan will die einzige Künstliche Intelligenz sein. Dafür müssen die Maschine und ihre Helfer ausgeschaltet werden. Schließlich gelingt Sameen die Flucht und die Kontaktaufnahme zu Harold, John und Root. Während Root glücklich ist und ihr vertrauen möchte, bleiben die anderen misstrauisch. Und Sameen ist nach Folter, psychischer Beeinflussung und Gehirnoperationen sich ihrer selbst nicht sicher. |           |                                              |                             |                      |                                       |                |                                       |                 |
| 95 | 5         | Fusco folgt der Fährte                       | ShotSeeker                  | 17. Mai 2016         | 29. Aug. 2016                         | Maja Vrvilo    | Andy Callahan                         | 6,97 Mio.       |
| Das Team kümmert sich wieder um bedrohte Personen. John verfolgt als Ermittler der Mordkommission Ethan Garvin, einen Audioexperten in der Polizeizentrale. Anhand von Geräuschen der New Yorker Überwachungskameras und -mikrofone analysiert der Experte, wo tatsächlich Schüsse gefallen sind und wo es sich nur um Fehlzündungen oder Feuerwerkskörper handelt, damit die Polizei zielgenau zu Tatorten fährt. Doch Garvin verhält sich auffällig und gerät selbst in die Schusslinie, weil er das Verschwinden einer Mitschülerin der Highschool aufklären will. Gleichzeitig bedroht Bruce Moran, der engste verbliebene Freund von Elias, Detective Fusco und seinen Sohn, um die genauen Umstände des Anschlags auf Elias und Dominic zu erfahren. Finch und Root versuchen derweil auf originelle Weise, mit der erbeuteten Samaritan-Software eine Schwachstelle in der übermächtigen Künstlichen Intelligenz zu finden. Samaritan wiederum bemerkt die Störungen des Teams in seinen Aktivitäten und erweitert seine Abschussliste beständig. |           |                                              |                             |                      |                                       |                |                                       |                 |
| 96 | 6         | Pferdestärken und die menschlichen Schwächen | A More Perfect Union        | 23. Mai 2016         | 5. Sep. 2016                          | Alrick Riley   | Melissa Scrivner Love                 | 5,49 Mio.       |
| Sameen Shaw ist weiter bei Samaritan gefangen. Da die bisherigen über 7000 Simulationen sie nicht zum Überlaufen bewegen konnten, versucht John Greer sie nun vom segensreichen Wirken der künstlichen Intelligenz zu überzeugen. Die Eingriffe ins Leben der Menschen, seien allein zu ihrem Wohl gedacht, und viel wirkungsvoller als ihr altes Team um die Maschine. Harold und John besuchen unterdessen incognito eine Hochzeit in der Milliardärsfamilie Turner, weil die Maschine hier eine Bedrohung sieht. Root soll die Maschine und Bear im U-Bahn-Versteck hüten, muss ihnen aber schließlich zu Hilfe eilen. Unterdessen verfolgt Detective Fusco die Spuren einer großen Zahl vermisster Personen, darunter der Schulfreundin des Shotseekers. Dabei trifft er auch auf Bruce Moran, der ebenso wie er seine Nachforschungen nicht lassen kann, trotz der Warnungen von Elias. Dieser hat überlebt und versteckt sich im Safehaus von Harold. Am Ende findet Fusco die Vermissten, was ihn teuer zu stehen kommt. |           |                                              |                             |                      |                                       |                |                                       |                 |
| 97 | 7         | Impulse                                      | QSO                         | 24. Mai 2016         | 12. Sep. 2016                         | Kate Woods     | Hillary Benefiel                      | 5,33 Mio.       |
| Detective Fusco hat dank Bear einen Gebäudeeinsturz überlebt, mit dem Samaritan die Leichen der vermissten Personen verschwinden lassen wollte, darunter Bruce Moran. Er kann John und Harold nicht verzeihen, dass sie ihr Wissen über die Hintergründe der zunehmenden Zahlen von Selbstmorden und Vermissten nicht mit ihm teilen und steigt aus dem Team aus. Da Fusco der einzige ohne Tarnidentität und zudem mit einem Sohn ist, hält Harold es aber nach wie vor für zu gefährlich, ihn über Samaritan aufzuklären. Inzwischen versucht Root mit allen Mitteln, Sameen Shaw zu finden. Sie zwingt die Maschine durch immer riskanteres Verhalten, ihr zu helfen. Das führt sie zu einer Radioshow, die Verschwörungstheorien diskutiert. Ihr Moderator Max Greene hat einen Funkcode auf einer veralteten Radiofrequenz entdeckt und einer seiner Hörer, Ex-Militär Warren Franco, versucht ihn zu entschlüsseln. Dadurch geraten sie auf Samaritans Abschussliste, weil die künstliche Intelligenz über diese Signale ihre Agenten steuert. John und Root versuchen beide zu retten. Root kann die Signale nutzen, um Shaw eine Nachricht zu senden in ihr immer noch unbekanntes Gefängnis. Dort versucht Samaritan weiter, Sameen so zu verwirren, dass sie Realität und Simulation nicht mehr unterscheiden kann, um sie so zum Werkzeug zu machen. Der Originaltitel „QSO“ ist der Code für einen Kontakt einer zweiseitigen Funkverbindung auf dem Kurzwellenradio (Amateurfunk). |           |                                              |                             |                      |                                       |                |                                       |                 |
| 98 | 8         | Auslese                                      | Reassortment                | 24. Mai 2016         | 19. Sep. 2016                         | Kenneth Fink   | Tony Camerino                         | 4,92 Mio.       |
| Diesmal schickt die Maschine John und Harold auf die Spur von Geschäftsmann James Ko, der gerade aus Hongkong kam. Wegen Grippesymptomen begibt sich dieser in eine Notaufnahme. Dort eskaliert der Routinefall zur tödlichen Epidemie. Samaritan manipuliert das medizinische System des Krankenhauses und schickt zudem Jeff Blackwell als Auftragskiller. Er ist ein verurteilter Straftäter, der gerade aus der Haft entlassen wurde. Die Maschine hatte ihn mit Dutzenden anderen bei ihrem Neustart als zu überprüfende Person identifiziert, kurz bevor er von Samaritan rekrutiert wurde. Detective Fusco verfolgt mit der Hilfe von Elias die Spuren zu den Ermordeten im Abbruchhaus, die ihn ebenfalls zu Jeff Blackwell führen. Inzwischen unternimmt Sameen Shaw einen neuen Fluchtversuch, ermutigt durch Roots Nachricht. Samaritans Pläne reichen viel weiter, als die lokale Epidemie vermuten lässt. |           |                                              |                             |                      |                                       |                |                                       |                 |
| 99 | 9         | Sotto Voce                                   | Sotto Voce                  | 30. Mai 2016         | 26. Sep. 2016                         | Margot Lulick  | Sabir Pirzada                         | 5,49 Mio.       |
| Das Team stößt auf einen geheimnisvollen Gegner aus der Vergangenheit (Staffel 3, Episode 15), der mit Bomben und der Entführung Unschuldiger seine Ziele erreicht. „Die Stimme“ hat diesmal einen Schlosser, Terry Easton, zur Mitarbeit gezwungen, indem er seine Frau entführte. John kann Terry davon abhalten, eine Investmentfirma in die Luft zu sprengen, doch die Befreiung der gekidnappten Ehefrau scheitert. Stattdessen hält eine Serie von Bombendrohungen das 8. Polizeirevier komplett in Atem. Harold bittet Elias um Hilfe, um dem gefährlichen Kriminellen auf die Spur zu kommen. Gemeinsam verfolgen sie „die Stimme“ durch New York. Detective Fusco ist auch ohne neuen Partner erfolgreich und konnte eine Bande Templarios verhaften und einen Serienmörder, Siddiq Amir. Root verfolgt im Auftrag der Maschine einen Radioingenieur, der wohl für Samaritan das Funknetz ertüchtigen soll. Dabei stößt sie auf einen geheimnisvollen dritten Akteur, der sehr effektiv Samaritan-Agenten ausschaltet. Am Ende kämpfen Fusco und John wieder Seite an Seite und das Team erhält unerwartete Verstärkung. |           |                                              |                             |                      |                                       |                |                                       |                 |
| 100 | 10        | Sterben gibt es nicht umsonst                | The Day the World Went Away | 31. Mai 2016         | 3. Okt. 2016                          | Greg Plageman  | Andy Callahan & Melissa Scrivner Love | 6,66 Mio.       |
| Harold Finch selbst wird von der Maschine als gefährdete Person identifiziert. Er hat sich entschlossen, das Team wieder vom direkten Zugriff auf die Maschine auszuschließen, gibt ihr aber die Möglichkeit mit einer menschlichen Stimme ihrer Wahl zu sprechen, statt wie bisher mit zusammengesetzten Silben aus Aufzeichnungen. Das Team versucht alles, um ihn zu beschützen, während Samaritan-Agenten ihn durch ganz New York jagen. John Greer prophezeit Harold, er werde am Ende freiwillig für Samaritan arbeiten. Nur so könne er den Verlust all seiner Teammitglieder und Freunde verhindern. Am Ende sieht sich Harold gezwungen, ein letztes verzweifeltes Mittel einzusetzen, das Root in die Maschine programmierte. Das allerdings widerspricht all seinen humanistischen Überzeugungen, die er so viele Jahre zu verteidigen versucht hat. |           |                                              |                             |                      |                                       |                |                                       |                 |
| 101 | 11        | Die Nummer des Präsidenten                   | Synecdoche                  | 7. Juni 2016         | 10. Okt. 2016                         | Tim Matheson   | Jacey Heldrich & Josh Brown           | 6,36 Mio.       |
| Root wurde von Samaritan-Agent Jeffrey Blackwell erschossen, während sie Harold rettete. Die Maschine entscheidet sich daraufhin, ihre Stimme zu nutzen für den Kontakt zu ihren Mitstreitern. Das macht Root in gewisser Weise unsterblich, da die Maschine auch ihre Persönlichkeit simuliert. Harold gewährt der Maschine mehr Freiheiten und sie hilft ihm, nach Texas zu fahren und in einem Luftwaffenstützpunkt die gefährliche Malware „Ice-9“ des Verteidigungsministeriums zu stehlen. Mit dieser will er nun offensiv Samaritan bekämpfen. Unterdessen bekommen John Reese und seine Mitstreiter einen neuen Auftrag. Die gefährdete Person ist diesmal der Präsident der USA. Samaritan ist offenbar nicht interessiert, ihn zu beschützen. Eine Bürgerrechtsgruppe in Washington will ihn mit einem Terroranschlag ausschalten, als Statement gegen die massive staatliche Überwachung. Die drei versuchen ihr Möglichstes, geraten aber selbst in Verdacht Terroristen zu sein und unter Beschuss durch den Secret Service. Aus unerwarteter Richtung kommt Hilfe von einer Gruppe aus Personen, die John früher einmal rettete. Sie arbeitet unter Führung des Social Media Milliardärs Logan Pierce (Staffel 2, Episode 14). |           |                                              |                             |                      |                                       |                |                                       |                 |
| 102 | 12        | Ausführen                                    | .exe                        | 14. Juni 2016        | 17. Okt. 2016                         | Greg Plageman  | Erik Mountain & Greg Plageman         | 6,27 Mio.       |
| Harold arbeitet nun eng mit seiner Maschine zusammen. Mit der gestohlenen Identität eines NATO-Ministers dringt er in die NSA-Zentrale in Fort Meade ein, um dort die Ice-9-Malware ins System zu spielen. Sie würde das Internet lahmlegen und nicht nur Samaritan, sondern auch seine Maschine ausschalten. Dennoch schickt die Maschine ihm John und Sameen zu Hilfe. Inzwischen muss Fusco sich erneut Fragen von einem FBI-Agenten gefallen lassen, weil herauskam, dass er die vermissten Personen schon länger gesucht hat, die nun tot aufgefunden wurden. In Simulationen zeigt die Maschine Harold, wie sich die Welt ohne ihre Existenz entwickelt hätte, sowohl für ihn und seinen Freund Nathan, wie auch für John, Root und Sameen. Am Ende überlässt sie ihm die Entscheidung, ob er das Virus wirklich aktivieren will. |           |                                              |                             |                      |                                       |                |                                       |                 |
| 103 | 13        | Beenden                                      | return 0                    | 21. Juni 2016        | 24. Okt. 2016                         | Chris Fisher   | Jonathan Nolan & Denise Thé           | 6,51 Mio.       |
| Harold hat die Ice-9-Malware aktiviert, muss aber feststellen, dass Samaritan eine Sicherheitskopie von sich selbst in einem Server im unterirdischen Safe der Federal Reserve Bank (Bundesbank) aufbewahrt. Harold und John versuchen, diese Kopie zu zerstören. Unterdessen verteidigen Detective Fusco und Sameen die alte U-Bahn-Wartungsstation mit den Servern der Maschine gegen Samaritan-Agenten. Beim ultimativen Showdown bleibt niemand unverletzt. Die Maschine wie auch Harold sind bereit, sich zu opfern, um die Menschheit von der Herrschaft Samaritans zu befreien. Mit Roots Stimme und Persönlichkeit nimmt die Maschine Kontakt zu den Teammitgliedern auf und unterstützt sie. Sie hat ihre durch Harold gewährte größere Freiheit dazu benutzt dazuzulernen und Überlebensstrategien entwickelt für sich und ihr Team. So ist das Ende – trotz aller Opfer – vielleicht doch nicht endgültig. |           |                                              |                             |                      |                                       |                |                                       |                 |